# تمر
التمر أو التمرة هو ثمرة أشجار نخيل التمر وهو أحد الثمار الشهيرة بقيمتها الغذائية العالية وهي فاكهة صيفية تنتشر في الوطن العربي. وقد اعتمد العرب قديمًا في حياتهم اليومية عليها، والتمر يأخذ شكلًا بيضاويا ويتفاوت مقاسه ما بين 20 إلى 60 مم طولًا و 8 إلى 30 مم قطرًا، تتكون الثمرة الناضجة من نواة صلبة محاطة بغلاف ورقي يسمى القِطْمِير يفصل النواة عن القسم الذي يؤكل.

## النّمو
تحتوي الزهرة المؤنثة على ثلاثة مبايض ولا يظهر منها إلا رؤوسها الثلاث يتم تلقيح أحد هذه المبايض ويترك الآخران من دون تلقيح فيضمحلان ويتساقط غطاؤهما وهنا ينمو المبيض الملقح وبعد هذه المرحلة تَمُرُّ ثمرة التمر بخمس أطوار (مراحل) نمو أساسية.

### مراحل النمو
الطلع:
يعتبر الطلع أول ظهور من الثمرة ويبدأ هذا الطور تلقيح مباشرة بفترة قصيرة تمتد من 4-5 اسابيع.
الخلال:
يعتبر الخلال ثاني طور من نمو ثمرة التمر وتبدأ الثمرة بالاستطالة ويصبح لونها أخضر ويتصف بزيادة سريعة في الوزن والحجم.
البسر:
يتصف طور البسر بالبطء في زيادة الوزن ويتغير اللون إلى اللون الأصفر أو الأحمر أو الأشقر ومدته 3-5 أسابيع.
الرُّطَب:
يبدأ الرُّطَب في ذنب مرحلة البسر ثم يعمها فتصبح الثمرة رُطَباً تصبح مائية وحلوة وتتراوح الفترة من 2 -4 اسابيع.
التمر:
هو الطور النهائي للثمرة والأصناف اللينة قد يتماسك اللحم بقوام ويعتم اللون وتتجمد القشرة ويذكر أنه يوجد أكثر من 450 نوعا من التمر في العالم.

## القيم الغذائية

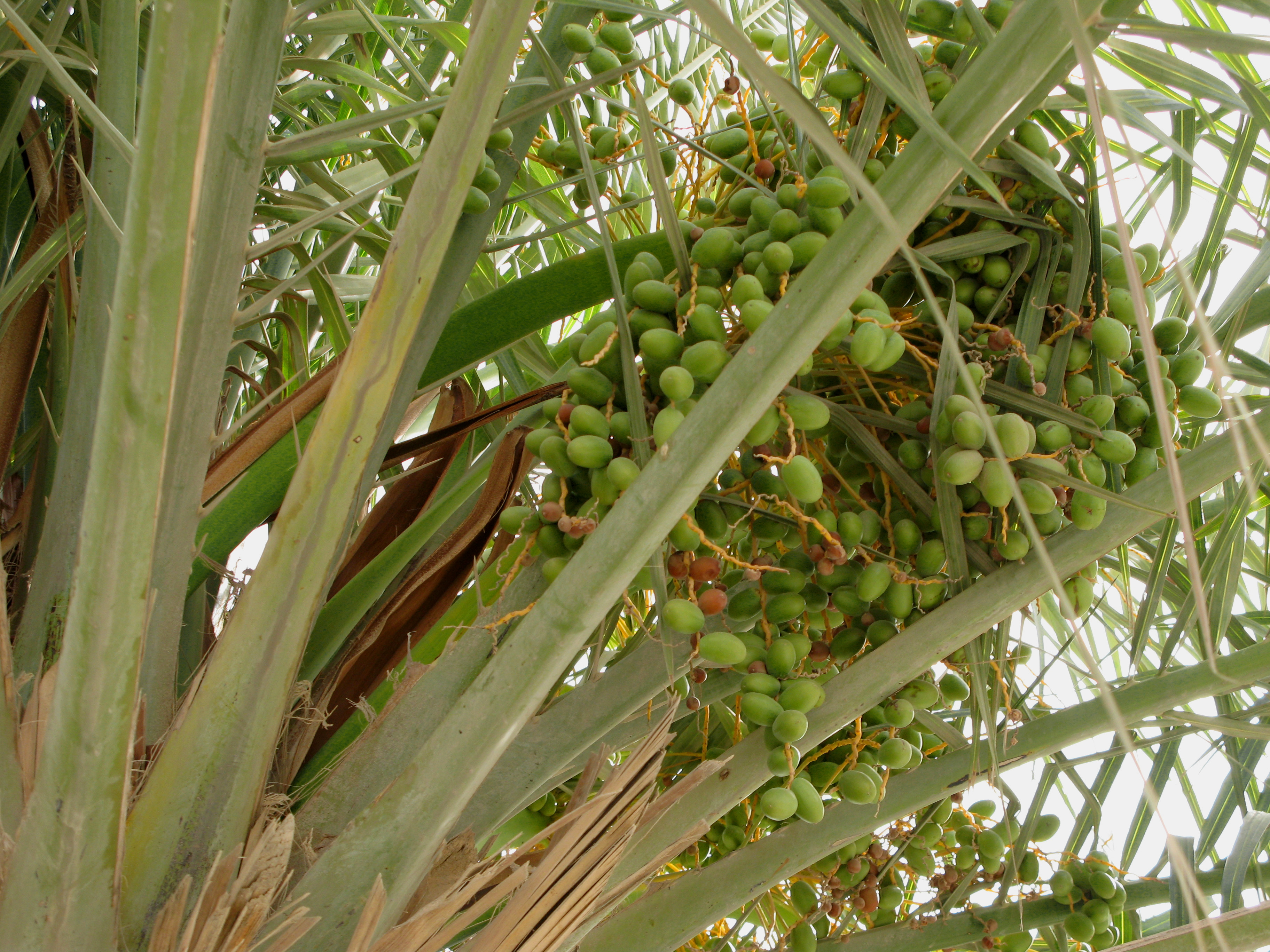
طور الخلال

يحتوي التمر على قيمة غذائية عالية ويعتبر قوتًا أساسيًا للإنسان منذ القدم وتعتبر ثمار التمور أعلى الفواكه احتواء على السكريات،  وتختلف هذه المكونات حسب طبيعة الثمرة سواء كانت رطبة أو نصف جافة أو جافة، وكذلك حسب الظروف البيئية المحيطة بالأشجار، كما تختلف مكونات الثمار باختلاف الأصناف وتزيد نسبة السكريات بالتمرة على 70 ـ 78% من مكونات الثمرة وتتميز هذه السكريات بسرعة امتصاصها وانتقالها للدم مباشرة وهضمها وحرقها.
10 حبات تمر (حوالي 100 جرام) يوميًا تغني الإنسان بكامل احتياجاته اليومية من المغنيسيوم ووالمنجنيز والنحاس والكبريت ونصف احتياجاته من الكالسيوم والبوتاسيوم.

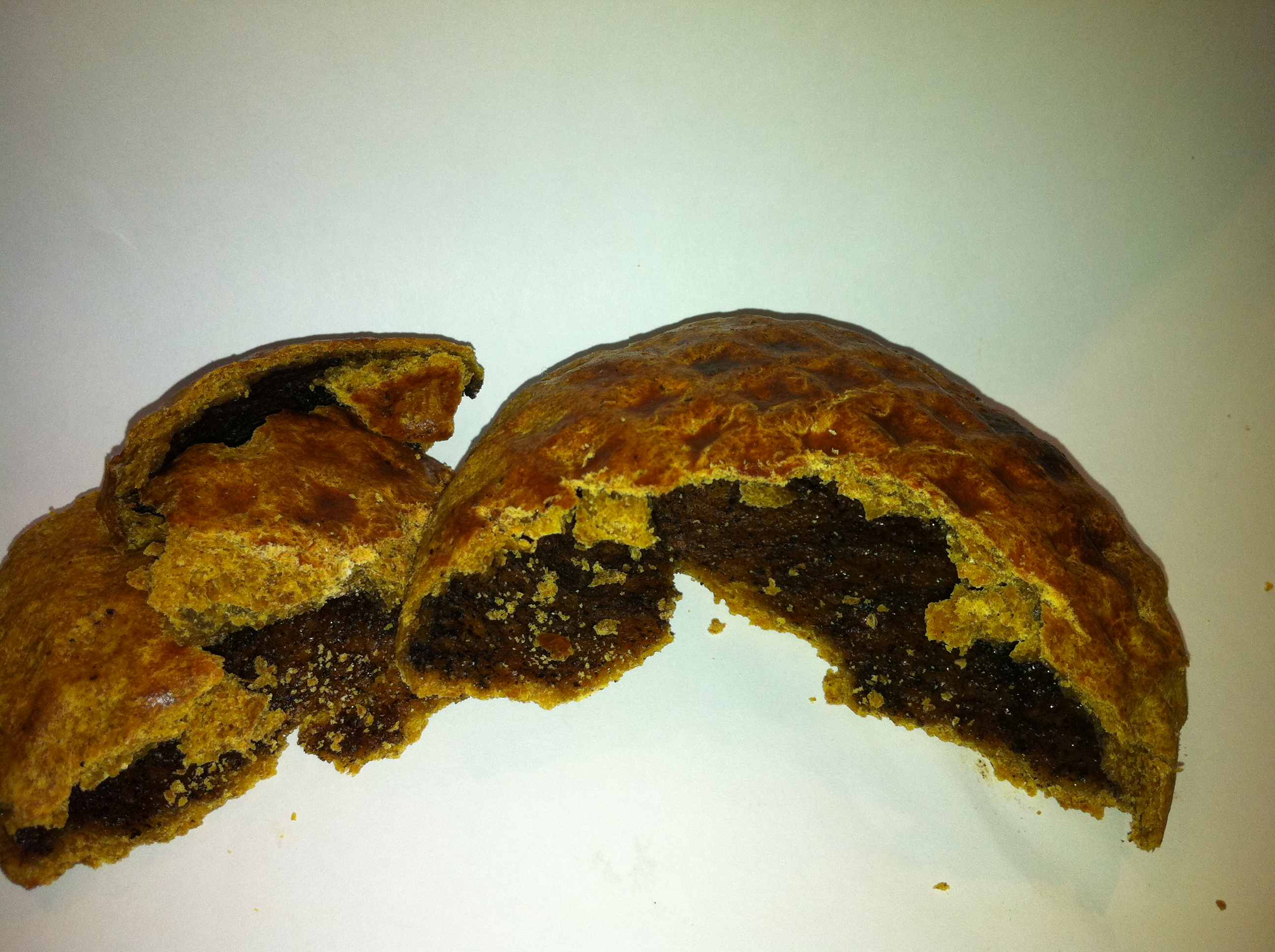
الكليجا

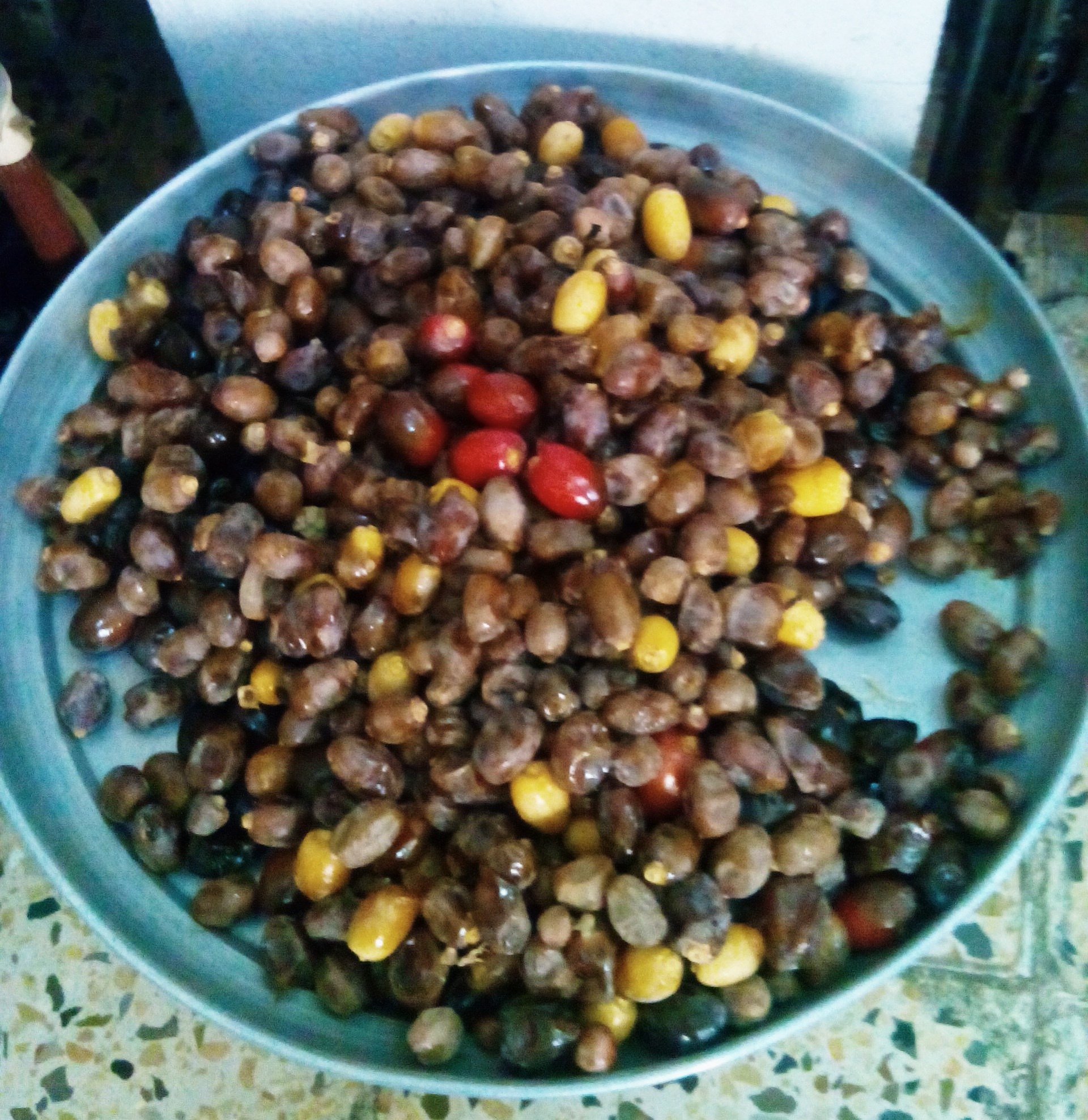
تمر من العراق

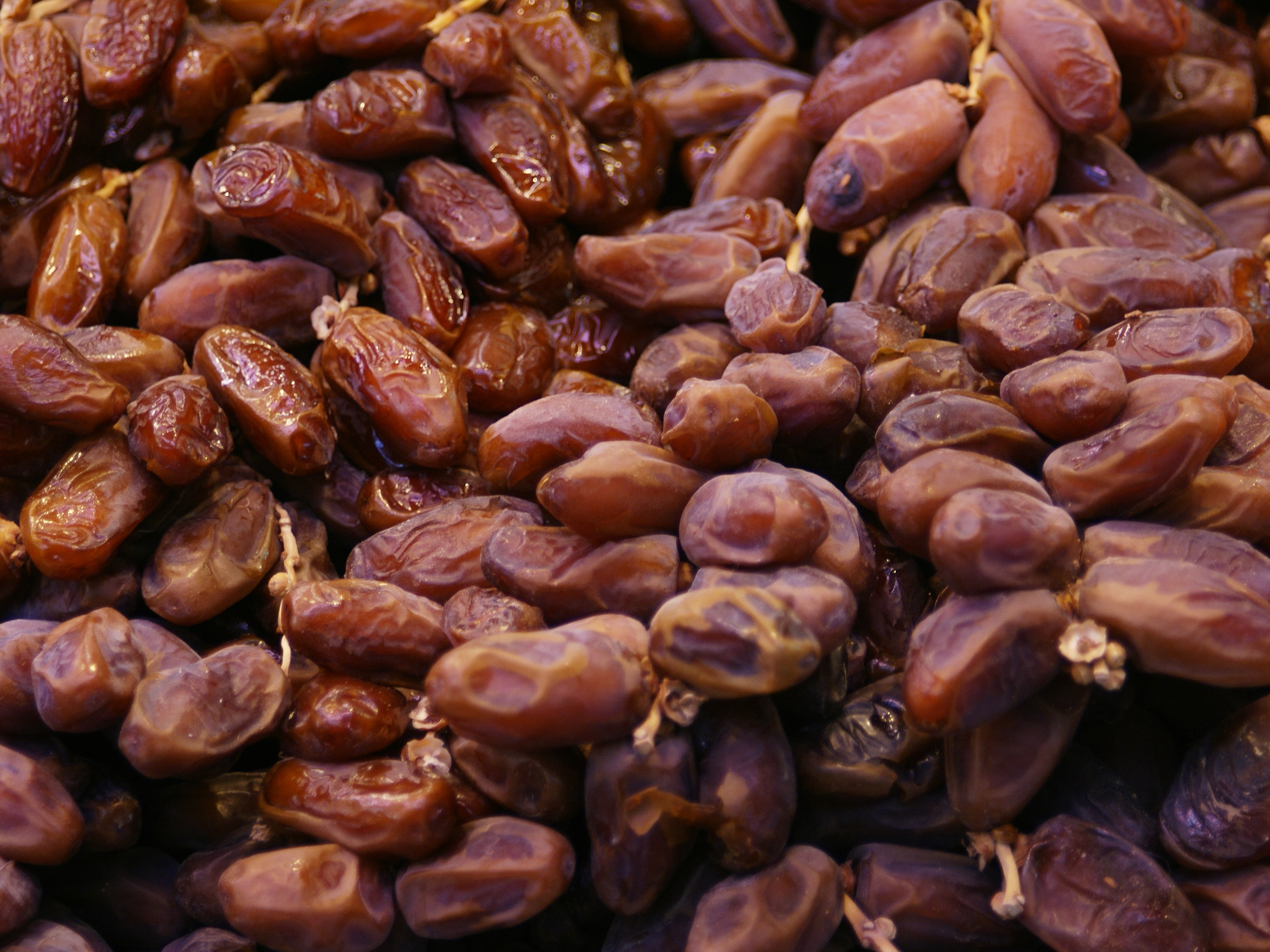
ثمار التمر

| القيمة الغذائية لكل 100 جرام (3.5 أوقية):                                                                     | القيمة الغذائية لكل 100 جرام (3.5 أوقية): |
| --- | ----------------------------------------- |
| الكربوهيدرات                                                                                                  | 75 غرام.                                  |
| سكر | 63 غرام.                                  |
| ألياف غذائية                                                                                                  | 8 غرام.                                   |
| الدهون | 0.4 غرام.                                 |
| بروتين | 2.5 غرام.                                 |
| مياه | 21 غرام.                                  |
| فيتامين ج | 0.4 mg 1%.                                |
| منغنيز | 0.262 mg.                                 |
| النسب المئوية محسوبة من التوصيات الأمريكية للبالغين. المصدر:(وزارة الزراعة الأميركية قاعدة البيانات الغذائية) |                                           |

### التمروداء السكري
لايوجد دليل على أن أكل التمر يؤدي إلى حدوث السكري،  ولكن أكل التمر يرفع سكر الدم  وتختلف أنواع التمر بالحجم والعناصر الغذائية وكذلك خلال مراحل نموها وتعتبر مرحلة البلح أو ماتسمي خلال أو بسر أقل محتوي بالسكريات من مرحلتي الرطب والتمر 

### التمرومرضي الكلى
يحتوي التمر على البوتاسيوم والتي يجب على المريض المصاب في قصور كلوي تجنبها وعموما يجب على المريض استشارة الطبيب قبل تناول التمر.

## أصناف التمور (حسب البلد)
يبلغ عدد أصناف التمر بالعالم ما يزيد عن 2000 صنفاً، وكل منطقة تشتهر بأصناف معينة، وبعض الأصناف انتقلت لمناطق أخرى بمرور الزمن محتفظةً بأسمائها الأصلية أو أعطيت أسماءاً جديدة، وقد يوجد بالمنطقة الواحدة أسماء مختلفة لصنف واحد أو الاسم نفسه لصنفين مختلفين، وقد تجد في بعض المناطق أصناف مشهورة في حين تكون غير مشهورة بمناطق أخرى، والسبب اختلاف الأذواق وتفضيل سكان المناطق لأصناف التمور حسب الشكل والطعم، والحجم واللون وقوام اللحم، وتؤثر عوامل المناخ تأثيراً كبيراً على النخلة وثمارها، ولذلك تتغير صفات هذه الأصناف عندما تزرع النخلة في أماكن مختلفة عن مكان تكاثرها وتواجدها الأصلي. فيما يلي أصناف التمور حسب البلدان التي تزرع بها:
| م    | الدولة                     | عدد الأصناف | الأصناف | صورة أو ملاحظات |
| ---- | -------------------------- | ----------- | --- | --- |
| 1    | الأردن                     |             | مجهول، برحي، بو معان، خضراوي، خلاص، دجلة النور، زهدي، سكري، مكتومي، زغلول، أحمر طلال، أصابع زينب، خستاوي، حياني. | - تمر من نوع مجهول (أردني) - تمر من نوع برحي (أردني) |
| 2    | الإمارات العربية المتحدة   | 80 صنفاً،    | خلاص، لولو، صقعي، مجهول، دباسي، المنصورية، زاوي، خشكار، الوشبة، نشوة الخشبة، مكتومي، جش فلقة، برحي، مرزبان، دباس، أشهل، حياني، عين بقر، توري، مسلي، خضوري، جش جعفر، حلاوي، زهدي، صلاني، غرة، أم السلة، رحيبي، روثانة، جش إسحاق، جش حبش، شيشي، فرض، حميدانية، زمردي، عجوة، خصاب، صرني، أبو العذوق، دخيني، جش حمد، جبري، فرض ليوا، أبو كيبال، عياشة، هلالي، ونانه، حاتمي، بريم، جش فاطمة، جش خاصرة، خضراوي، نبتة سيف، نغال، سباكة، هلالي الإحساء، نميشي، سكري، مور ديسنج، جش سويح، جش راشد، سلطانة، أبو معان، خاطري، رزيز، هلالي أحمر، أبو جناح، سكر مصر، جش ربيع، جش بن خلف، جش وعب، زاملي، خنيزي، مزناج، حنظل، هلالي سعودي، شبيبي، سكر أحمر، ديري، أم اكبار. | - تمر من نوع عجوة المدينة المنورة إماراتيّ - تمر من نوع خلاص إماراتيّ - تمر من نوع خنيزي إماراتيّ - تمر من نوع لولو إماراتيّ - تمر من نوع فرض إماراتيّ |
| 3    | إيران                      | 301 صنف،    | استه عمران (أُسْطة عُمران)، خضراوي ، البرحي ، بريم ، گنظار أو قنطار ، سعمران ، زهدي ويسمى قسب، شاهاني، مزافتي، كبگاب ويسمى أيضاً جبكاب، رابي، شكر، پوركو، الأفحل، آب دندان، آب گون، آبو، آجار، آزار، آسديني، آشوبه، آشئي، آغى، أبو طالبى، أزرق، إسحاق، أشرسي أو أشعسى، پيارم، پوركو، تبرز أو تبرزد، ترشك، جيڤاني، خار زاري، خاسوي أحمر، خاسوي أصفر، خنيزي، دسكي، دفتو، دلگري، ديري، ديكر أو دگرى، رابي، زرشك أحمر، زرشك أصفر، زاهدي أو زادي أو زهدي، زريك أو زرك، زهرئي، شترى، شكر أحمر، شكر أصفر، شيخ علي، هلو. | - تمرة من نوع بيارم (پيارم) إيرانيّ - تمر من نوع كيميا إيرانيّ |
| 4    | باكستان                    |             | آب دندان، بگم جنگي، حليمى، شكرى أو شكر، كورو، كوروج، مزاتى، دندرى، تللو، جلغى، چپتيج، چپ شك، چوربان، حلاوى، خربا، خضراوى، دشترى، روغنى، زهدى، ساير أو استه عمران، سبزو، سونت گورا، شاپيكو، عربى، غتى، كلرى، كلنت، گند گوربك، گون زلى، كهربا، هرشوت، هشنا، هلينى، همبى، اشكلنت. | |
| 5    | البحرين                    |             | مِرزِبان، الخُنَيْزي، الماجيّة أو ماجي، السالمي، الخواجا، خلاص، خنيزي، خصبة عُصفور، خَصبَة إرزيز، الشِيشي، غَرّة، أشهَل أو شَهَل، حِلاَّو، حَمْري، ناقة أو نوق، قَصبا أو قصبة، بُرَيْسِمي، إرجَيْب، خصبة، مُبَشِّر. | |
| 6    | تركيا                      |             | داتچا (وهو أيضاً اسم مديرية في محافظة موغلا بتركيا) | |
| 7    | تونس                       |             | دقلة النور، دقلة بيضا، فطيمي أو علّيق، بو فقوس أو فقّوس (وهو غير الصنف الموجود بالجزائر والمغرب)، كنته، عجوا، بوحاتم، لمسي، أخت فطيمي، أرشتي أو عرشتي، بسر حلو، بو حاتم، بو عفار، أنقو (أنكو)، الباجو، طرنجة، توزرزيد صفرا، توزرزيد كحلا، حمرا، حميرة، العماري، قصبي أو كسبي، الكنتة، الكنتيشي، غرس، خلط كبير، لاقو، قندي أو كندي، أصباع العروس، اصبع العروس. | - تمر دقلة النور تونسيّ - تمر أنقو تونسيّ - تمر عرشتي تونسيّ - تمر بسر حلو تونسيّ - تمر قندة تونسيّ - تمر قصبي تونسيّ - تمر هيسة تونسيّ - تمر كنتة تونسيّ - تمر كنتيشي تونسيّ - تمر لاقو تونسيّ - تمر توزرزايت تونسيّ - تمر طرنجة تونسيّ - تمر عماري تونسيّ - تمر حمراية تونسيّ |
| 8    | الجزائر                    |             | دقلة نور، دقلة بيضا، مخ الدقلة أو القرباعي، الحميرة، تكرمست، تافزوين، بنت قبالة، الغرس، تكربوشت، تامجوهرت، عدالة، تازيرزايرت،، بوفقّوس أو فقّوس، بو ذروة، تكربوشت، أرشتي، تنتبوشت، علي راشد، مقرونات. | - تمر دقلة النور الجزائريّ - صورة أخرى لتمر دقلة النور جزائريّ - تمر حميرة جزائريّ |
| 9    | السعودية                   | 400 صنفاً،   | برحي، برني المدينة، بيض، حلوة، خصاب، خضري، خلاص، دقلة نور، ذاوي، ربيعة، رزيز، رشودية، روثانة، سباكة، سري، سكري، سلج، شبيبي، شهل، شيشي، صفاوي، صفري، صقعي، عجوة، عنبرة، غر، قطارة، مبروم، مجهول، مسكاني، مكتومي، منيضي، نبتة سلطان، نبتة سيف، نبتة علي، هلالي، ونانة، ابكيرة، غرّة، خصيب ارزيز، ارزيز، الماجي، أم ارحيم، حاتمي، طيار، مجناز، صبو، تناجيب، مرزبان، لولو، نبوت سيف، حلاّو، مطواح، نبتة زامل، شقرة مبارك أو شقرة القصيم، سكرة ينبع، المقفزي. | - تمر من نوع سُكريّ (سعوديّ) - تمر من نوع برحي (سعوديّ) - تمر من نوع ونان سعوديّ - تمر من نوع خضري سعوديّ - تمر من نوع صفاوي سعوديّ - تمر من نوع مبروم سعوديّ - تمر من نوع صفري سعوديّ - تمر من نوع صقعي (سعوديّ)                                                           |
| 10   | السودان                    |             | بركاوي (المحصول النقدي الأول في شمال السودان)، جونديلا أو قنديله، دقلة نور، كولما أو كلما، مدينة، بنتمودة، الجاو (جاو أبيض، جاو أسود)، إبراهيمي، الن سوك، براري، بنت موده، بنت عبدو، جاربان، جرجودا، روش، سلطاني، شدا، عبد الرحيم، عصادا، كوشا، مشرق ودلقي، مشرق ود خطيب، الروش، الكوشا، بنت عبدو. | - تمر سودانيّ جاف غير معروف صنفه |
| 11   | سورية                      |             | "أشرسي، بربن، برحي، جش ربيع، خستاوي، خضري، خلاص، خنيزي، زاهدي، زغلول، سماني، شاهاني، شيشي، كبكاب أحمر، كبكاب أصفر، لولو، مجهول، مطواح، مكتوم، نبوت سيف. أما السلالات (السلالة: هي نخلة من صنف معين، إلا إنها تختلف عن مجمل الصنف إختلافاً بسيطاً، وهذا الاختلاف ينتقل عن طريق الإكثار بالفسائل، والاختلاف مثل حجم الثمرة، أو اختلاف في وقت نضج الثمار) (sm3) دقلة الموح، (sm5) تدمريّة، (sm6) العمريّة، (sm18) دقلة تواب، السلالة 28 (سفاني)، السلالة 12 دقلة طيبة، السلالة 19 دقلة الفرات، السلالة 20 (شبه جش ربيع) عمر محسن، السلالة 21 (سلماني)، السلالة 26. | |
| 12   | العراق                     | 627 صنفاً    | الزهدي، الساير، الحلاّوي، الخضراوي (وهذه الأصناف الأربعة تمثل 85% من عدد النخيل بالعراق)، ديري، بريم، جبجاب (چبچاب)، برحي، خستاوي، مكتوم، أشرسي، أخو الخستاوي، أشرسي أسود، أشرسي هبهب، بربن، خصاب، مجهول، حلوة الجبل، زركاني، دقل، يونسي، قنطار، ليلوي، شكر، ديري، مريم، سلطاني، تبرزل، إبراهيمي، سعادة، إبراني، أبو السلي، أبو السويد، أبو فياض، حجى، أحمد دبس، أحمد شبلي، أحمر، أحمر حلاوي، أخت القسب، أخت بيدرايه، أخظهرى، ازدادي، أزرقاني، أزرقي، أزون خوشلي، استعمران أو ساير، استعمران بحريه، إسحاق، اشراي، أشقر، أبيض، أشوط، أصابع العروس، أفندي، اكَشرهن، أم جنيح، أم أصابع، أم الأجربه، أم البخور، أم البلاليز، أم البيض، أم التنور، أم الجام، أم الجاموس، أم الحز. | - تمر من نوع بريم (عراقيّ) - تمر من نوع أشرسي (عراقيّ) |
| 13   | عُمان                       |             | الفرض أو فرضي ، مزناج، نغل، جش زبدة، خلاص ، اصبع العروس، المنزف، البهلاني، خصاب، خنيزي، نغال أو نقال، بو نارنجة ، أم سللاء ، الحنضل ، هلال، هوام، الحلاوي، جش حساس، جش بطش، جش بو شيري، جش بيدام، جش نعيم، البرني، المدلوفي، المبصلي. | |
| 14 أ | فلسطين                     |             | المجهول، البرحي، الحياني. | - تمر من نوع مجهول فلسطيّن |
| 14ب  | الكيان الإسرائيلي          |             | برحي، حياني، مجهول، دقلة النور، عماري، خضراوي، حلاوي، ديري، زاهدي. | - تمر من نوع حلاّوي (من الكيان الإسرائيليّ) - تمر من نوع دقلة النور (من الكيان الإسرائيليّ) - تمر من نوع مجهول (من الكيان الإسرائيليّ) |
| 15   | قطر                        |             | خلاص، خنيزي، شيشي، برحي، لولو، نبت، سيف، دجلة نور، رزيز، هلالي. | |
| 16   | ليبيا                      | 393 صنفاً    | البكراري، التسفرت، الصعيدي، الصعيدي مكركب، الصدع الخضرائي، الابل، اجروز، ارصيص، اصبير، اضوا، اضوي، اغلين، اللولي أو اللولو، أم حنش، بستيان، بنت البيضة، بيّوض، تمودي، برنصي أو برالص، جوسمي، جوسمي أبيض، وسمي حمر، جوسمي سكران، حمراي، حواري، حوش صرير خنّاق، خشخاش، سمبلبل، صفار، طاغيات ساتافات، طابوني، عكريش، عين استنيف، غَرباوي، فرتاكان، فلفل، كرطاوي، مسليو، مصرام، مُكركم، مكاوي، نافوشي، نجم، وكالي، كوياف، لاقرين، لَصق، لافوروز، دقلة ، من الجفرة، دقلة نور أو دقلة، حليمة، أم فتيتي ، اصابع العروس، الحرّا ، الحلاوي، لمسي، تليس، اغلين، تقدشا، تمودي، تيبنو. | |
| 17   | مصر                        |             | أمهات، العمري، سماني أو رشيدي، زغلول، السيوي أو الصعيدي، الحيّاني أو رملي، بنت عيشة، عرابي أو عريبي ، عجلانى، برتمودا ، سلطاني، الدجنة، شامية ، جنديلا، سرجي، حمراوي. | |
| 18   | المغرب                     |             | بو فقّوس أو فقّوس، بوسطامى، بوسكري، بوسليكن، مجهول، قرنا، تادمانت، احردان، اغراس، اميرة، بوزردون، بوزغار، بو عجّو (من أصناف نخل بو دنب)، بوعطوب، بو غار، تكربشت، جهل، حفص أو الحفص، عذق ضاو، عزيزة، عزيعزاو، عصيان، عصيانه عزيزة، عقلانى، عقولد، اوتاموت. | - تمر من نوع بو فقّوس بالمغرب |
| 19   | ناميبيا                    |             | بو فقّوس، برحي، خلاص، خنيزي.، مجهول، هلالي. | - تمر من نوع برحي ناميبيّ - تمر من نوع مجهول (مجدول) ناميبيّ |
| 20   | الولايات المتحدة الأمريكية |             | "النخل مستورد من الخارج: حلاّوي، خضراوي، خضراوي بغداد، دقلة نور، زهدي، صعيدي، مكتوم، آب دندان، أحمر مساب، اخت فطيمى، ارشتى، ازرزا، ازماشى، إسحاق، أشرسي، أصابع العروس، برحي، بريم، بسر حلو، بلجانى، بنت المرد، بنت الفقي، بنتمودا، بنت قبللى، بنوش أو بنوشه، بو فقّوس، امهات. ومن تلك الأصناف المستوردة ظهرت الأصناف الأمريكية، فالتجارية هي: Abada ،Blonde Beauty ،Brunette Beauty ،8-Ball ،Empress ،Honey ،Mariana ،McGill’s No.1،Sphinx ،Tabarzal ،T-R ومن الأصناف الغير التجارية: Amarillo ،Amber Qeen ،Andrate ،Benji ،Black lucifer ،Black Medjool ،Black Royal ،Deglar ،Desert Dew ،El Toby ،Ford Date ،Frau Damke ،Haziz ،Heiny ،Heinyana ،Humbarger ،Laguna ،Lindy ،Long Yellow ،Maktoom No. 1،Malakai ،Betzler’s Black ،Peggy Ann ،Plum Date ،Precloso ،Rubidor ،Shields 6-7،smoky ،sultany ،Sweetheart .Wieman’s Date ،Wonderful Black | |
| 21   | اليمن                      |             | حمراء، أزار، جزاز، باضوى، بطيبطة، بقلة، بقلة قش، حاشدى، حري، حفسوس، خضراوي، زجاج، زريقي، سريع أو سريعي، سعيدي، الشبشبة، شغالي، شهاري، صبية، صقوطاري، طبيق، عرقدي أو عرجدي، عشدلي، عليسان، فزحمي، بغال الحمار، بغال السيج، بغال بياض، ثريا، بصراوي، جهرا. | |

## الارتباطات الدّينية

### في الإسلام
يحمل التمر في عقول وقلوب المسلمين مكانة خاصة فهو دواء وغذاء حيث يعد من أفضل الأطعمة التي وصفها ونصح بها الرسول محمد وبين كثيرا من فوائده في مواضع كثيرة من الأحاديث النبوية وكذلك ورد التمر في القرآن:
القرآن

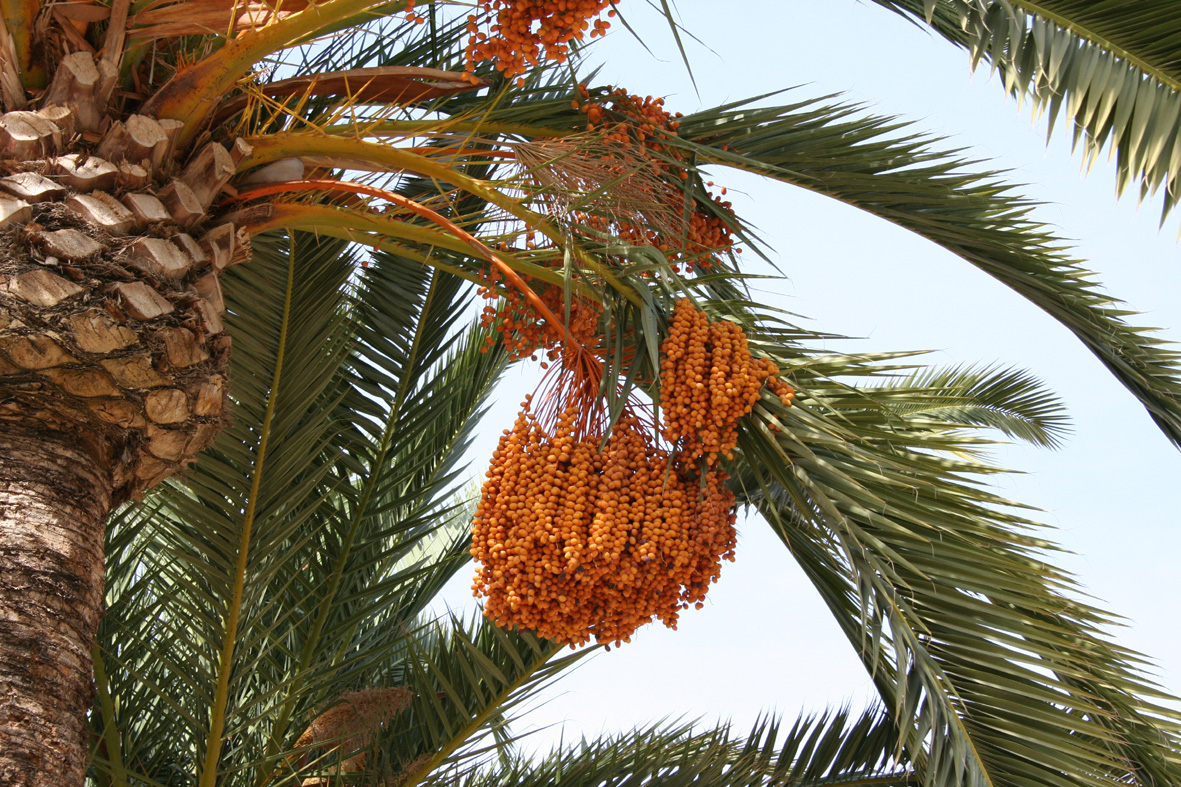
ثمار التمر في النخل

- {وَالنَّخْلَ بَاسِقَاتٍ لَهَا طَلْعٌ نَضِيدٌ}. [ سورة ق:10]
- {وَزُرُوعٍ وَنَخْلٍ طَلْعُهَا هَضِيمٌ}.[ سورة الشعراء:148]
- {وَهُزِّي إِلَيْكِ بِجِذْعِ النَّخْلَةِ تُسَاقِطْ عَلَيْكِ رُطَباً جَنِيًّا * فَكُلِي وَاشْرَبِـي وَقَرِّي عَيْنًا}.[ سورة مريم:25]
- {وَمِنْ ثَمَرَاتِ النَّخِيلِ وَالْأَعْنَابِ تَتَّخِذُونَ مِنْهُ سَكَرًا وَرِزْقًا حَسَنًا إِنَّ فِي ذَلِكَ لَآَيَةً لِقَوْمٍ يَعْقِلُونَ}.[ سورة النحل:67]

الأحاديث النبوية
- «من تصبح بسبع تمرات عجوة لا يصيبه في هذا اليوم سُمّ ولا سِحر» [ صحيح البخاري ].
- «بيت ليس فيه تمر جياع أهله» [ صحيح مسلم ].
- «إذا أفطر أحدكم فليفطر على تمر فإنه بركة فإن لم يجد فالماء فإنه طهور» [رواه أبو داود والترمذي ].
- «اتقوا النار ولو بشق تمرة» [ صحيح البخاري ].

## الإنتاج العالمي للتمور

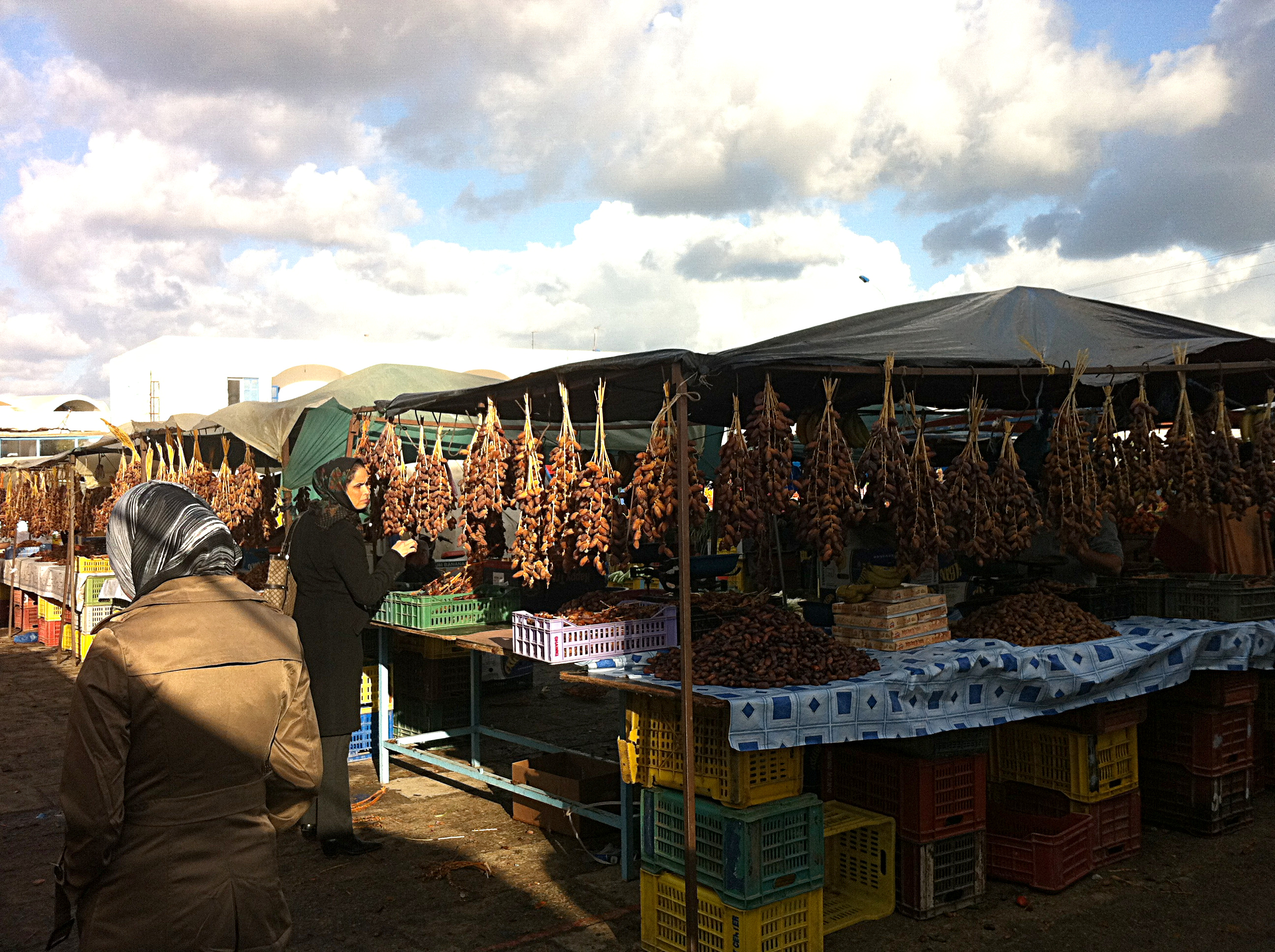
السوق الأسبوعية بصيادة

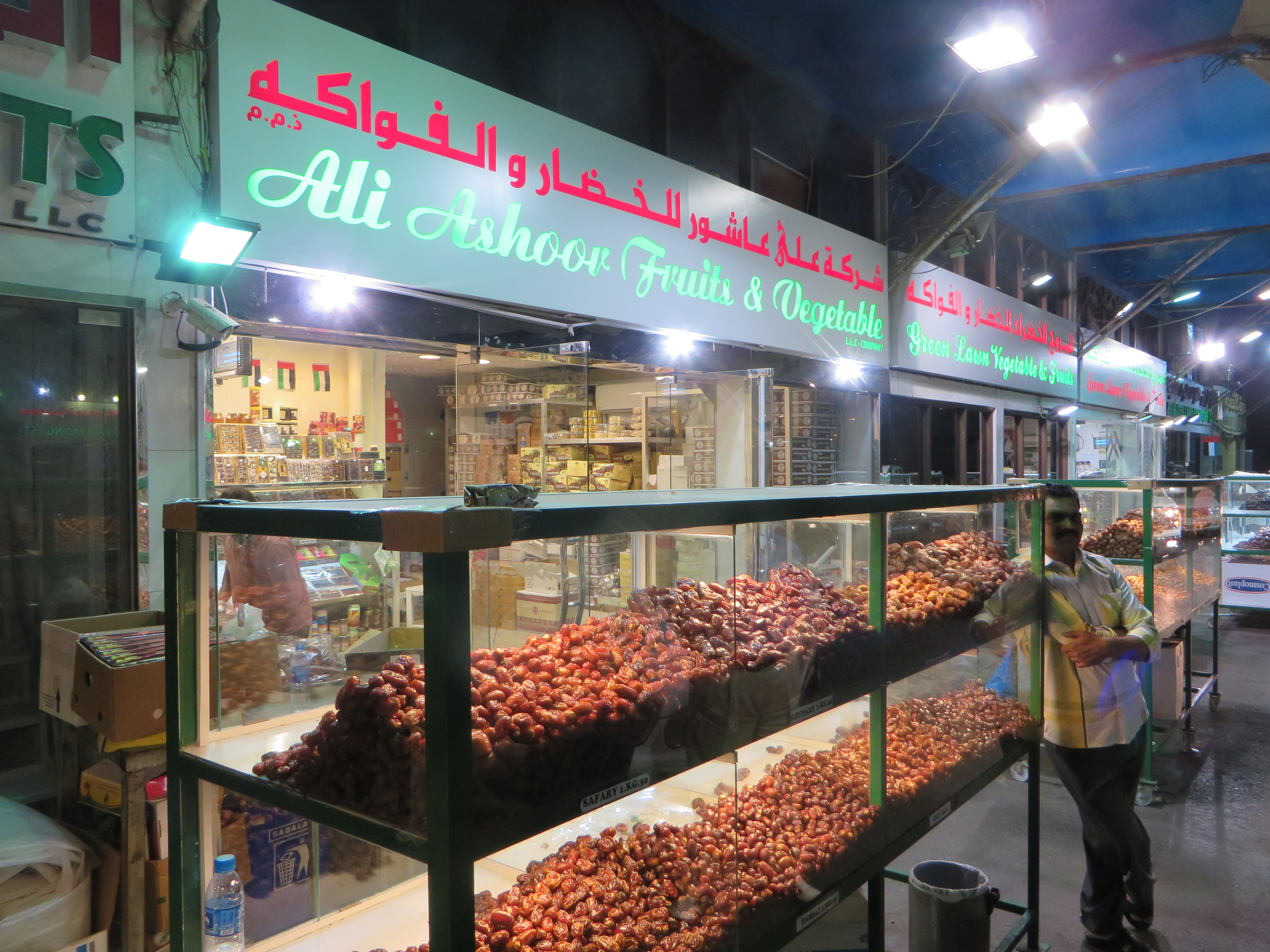
محل يبيع التمور بأبو ظبي

تتصدر مصر قائمة الدول المنتجة للتمور بالعالم، وتتبعها السعودية فإيران فالجزائر فالعراق، فباكستان فعمان فالإمارات فتونس فليبيا، أما بالنسبة لأوروبا فتوجد دولتان فقط تنتجان التمور وهما: ألبانيا (10,488 طن)، وإسبانيا (4,000 طن)، أما بالنسبة لأمريكا الشمالية فبالإضافة للولايات المتحدة (21,768 طن)، تنتج المكسيك ما مجموعه (6,828 طن)، وتوجد دولتان في أمريكا الجنوبية، وهما: البيرو (230 طن)، وكولومبيا (12 طن). وتوجد دول أخرى بأفريقيا لم تتصدر قائمة أكبر عشرين دولة منتجة، وهي: موريتانيا (18,857 طن)، والصومال (13,000 طن)، وبنين (1,320 طن)، وكينيا (1,100 طن)، والكاميرون (630 طن)، وناميبيا (372 طن)، وسوازيلاند (319 طن)، وجيبوتي (86 طن). أما الدول العربية التي لم تحتل لها مركز ضمن أكبر عشرين دولة مصدرة: هي البحرين (15,041 طن)، والأردن (11,981 طن)، وسوريا (4,039 طن).(FAO)
| البلد                                | 2013 - 2014 | 2019      | 2022      |
| ------------------------------------ | ----------- | --------- | --------- |
| مصر                                  | 1,501,799   | 1٬603٬762 | 1،7 مليون |
| إيران                                | 1,083,720   | 1٬307٬908 | 1،0 مليون |
| السعودية                             | 1,065,032   | 1٬539٬756 | 1،6 مليون |
| الجزائر                              | 848,199     | 1٬136٬025 | 1،2 مليون |
| العراق                               | 676,111     | 639٬315   | 0،7 مليون |
| باكستان                              | 526,749     |           | 0،7 مليون |
| عُمان                                 | 269,000     |           |           |
| الإمارات العربية المتحدة             | 245,000     |           |           |
| تونس                                 | 195,000     |           |           |
| ليبيا                                | 174,040     |           |           |
| الصين                                | 150,000     |           |           |
| المغرب                               | 107,611     |           |           |
| اليمن                                | 54,197      |           |           |
| إسرائيل                              | 45,195      |           |           |
| الكويت                               | 36,978      |           |           |
| تركيا                                | 33,232      |           |           |
| النيجر                               | 22,154      |           |           |
| قطر                                  | 22,100      |           |           |
| الولايات المتحدة                     | 21,768      |           |           |
| تشاد                                 | 20,000      |           |           |
| المصدر: منظمة الأغذية والزراعة (FAO) |             |           |           |

## الإنتاج

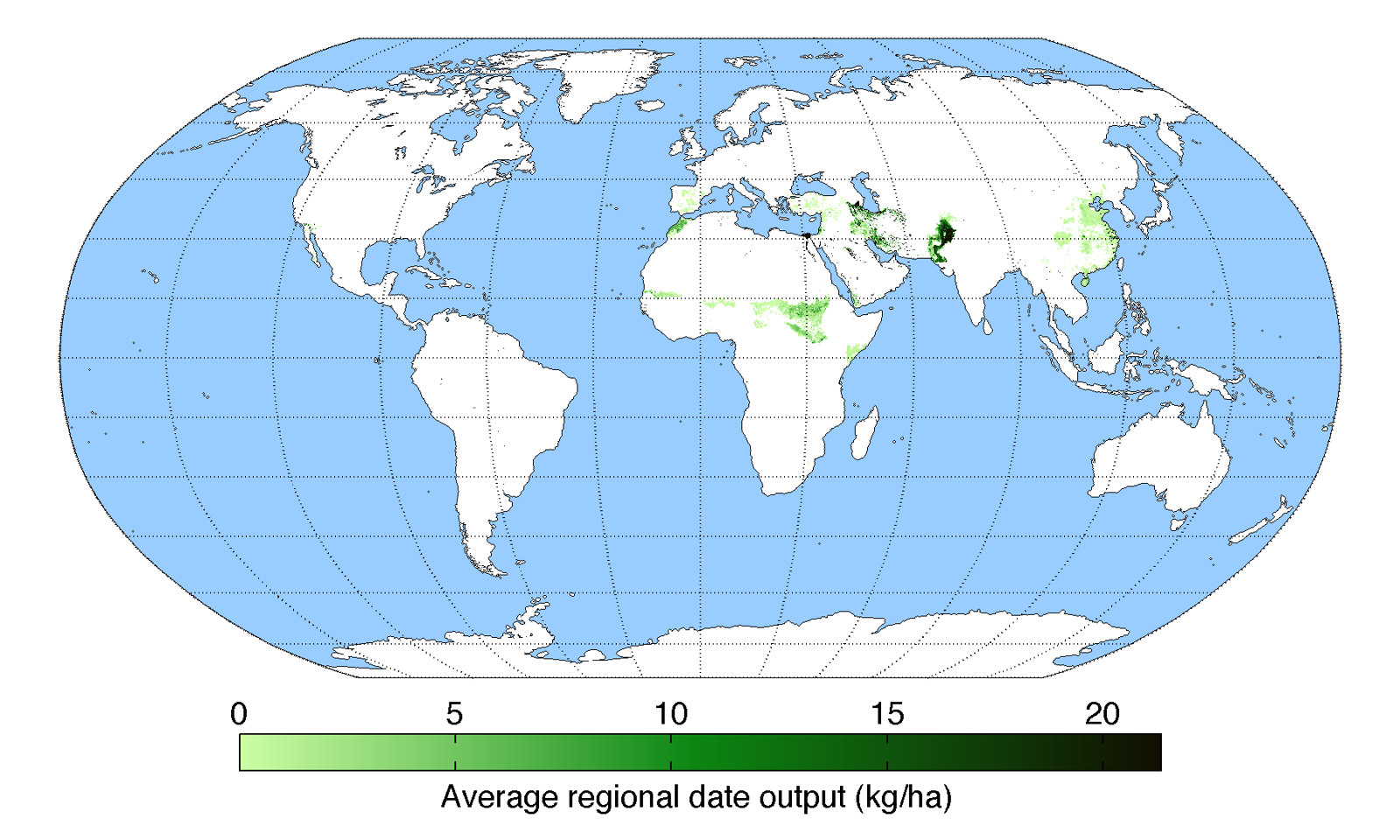
متوسط الإنتاج الميلاد العالمية لكل (كيلوغرام/هكتار)

تدعم الدول إنتاج التمر وتدعم المملكة العربية السعودية بمقدار 25 هللة لكل كيلوغرام من التمر إضافة إلى اعانة فسائل النخيل. وتقوم دولة الكويت بدعم النخيل المنتج بواقع 5 دنانير كويتي سنويا ولد نسبة اكتفاء ذاتي من التمر بحوالي 93.3٪.
اما بالنسبة لصادرات الإنتاج العالمي للتمور فقد حققت في عام 2009 807 آلاف طن بانخفاض 18 بالمئة مقارنة بعام 2008
من تجارة التمور عالميا وسجلت قيمة الصادرات في العام 2009 بقيمة 628 مليون دولار أمريكي
أعلى الدول تصديرا للتمور على مستوى العالم دولة الإمارات العربية المتحدة بكمية 266 ألف طن ومن ثم العراق بكمية 174 الف طن ومن ثم باكستان بكمية 125 الف طن وتونس 77 الف طن وإيران 69 الف طن محققة هذه الدول مجتمعة 711 ألف طن وتوازي 88 بالمئة من إجمالي الصادرات العالمية.
يعد السوق الأوربي من الأسواق العالمية المستوردة للتمور حيث يبلغ معدل استيراده للتمور من الإنتاج العالمي 12% (84 ألف طن) إلا أنه بقيمة (223 مليون دولار) حيث بلغ متوسط سعر الطن المُصَدر الاتحاد الأوروبي بلغ 2800 دولار أي ثلاثة أضعاف متوسط السعر العالمي تقريبا ومن أهم الدول المستوردة في السوق الاوربية فرنسا 24 ألف طن وبريطانيا 13 ألف طن وألمانيا 11 ألف طن.
أصبحت تونس أعلى الدول المصدرة للسوق الفرنسي في عام 2002م بكمية 13.1 ألف طن قيمتها 22.3 مليون دولار، بمتوسط سعر 1700 دولار للطن، على الرغم من أن إنتاجها لم يتجاوز 110 ألف طن عام 2002م.

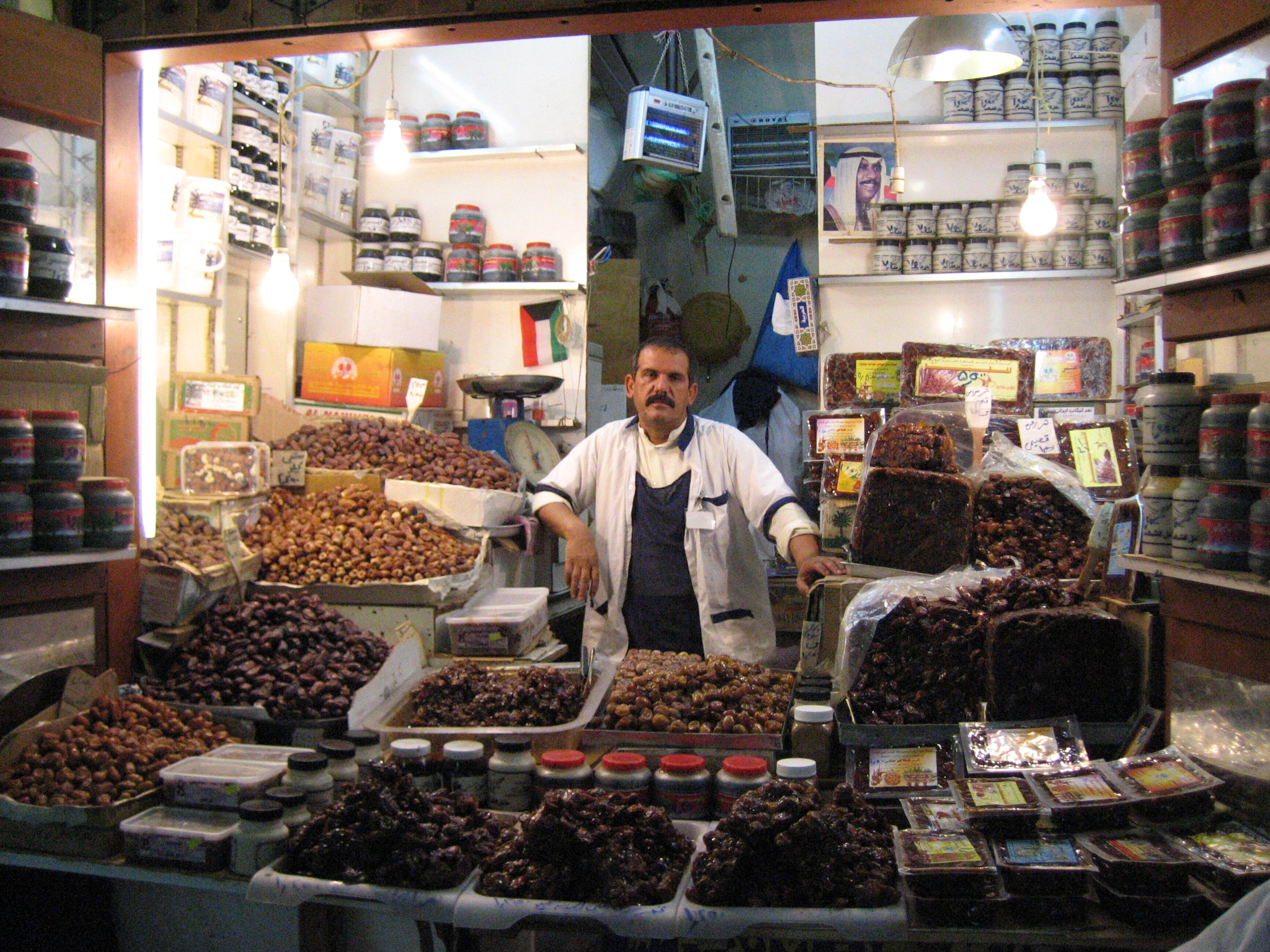
رجل يبيع التمر في أحد الأسواق الكويتية القديمة

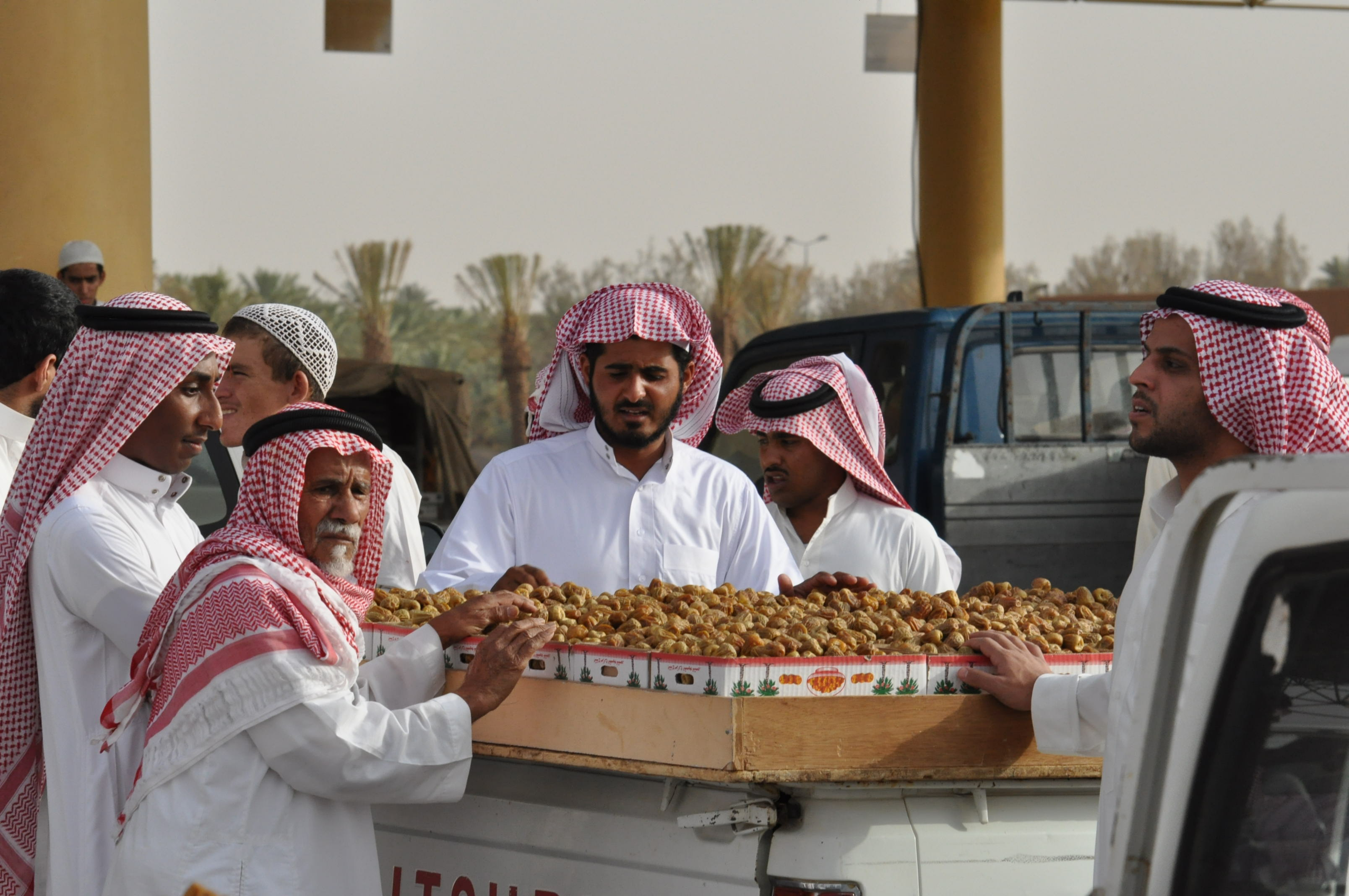
بائع تمر في مدينة بريدة السعودية

| أكثر عشرين دولة منتجة للتمور — 2010 (1000 طن) | أكثر عشرين دولة منتجة للتمور — 2010 (1000 طن) |
| --------------------------------------------- | --------------------------------------------- |
| مصر                                           | 1,352.95                                      |
| السعودية                                      | 1,078.30                                      |
| إيران                                         | 1,023.13                                      |
| الإمارات العربية المتحدة                      | 775.00                                        |
| باكستان                                       | 759.20                                        |
| الجزائر                                       | 710.00                                        |
| العراق                                        | 566.83                                        |
| السودان                                       | 431.30                                        |
| تونس                                          | 344.00                                        |
| عُمان                                          | 276.40                                        |
| ليبيا                                         | 161.00                                        |
| الصين                                         | 147.60                                        |
| المغرب                                        | 119.36                                        |
| اليمن                                         | 57.85                                         |
| النيجر                                        | 38.50                                         |
| تركيا                                         | 26.28                                         |
| قطر                                           | 23.50                                         |
| فلسطين                                        | 21.60                                         |
| الولايات المتحدة                              | 21.50                                         |
| موريتانيا                                     | 19.90                                         |
| المجموع العالمي                               | (أكثر من) 7462.51                             |
| المصدر: منظمة الأغذية والزراعة (FAO)          |                                               |

## معرض صور

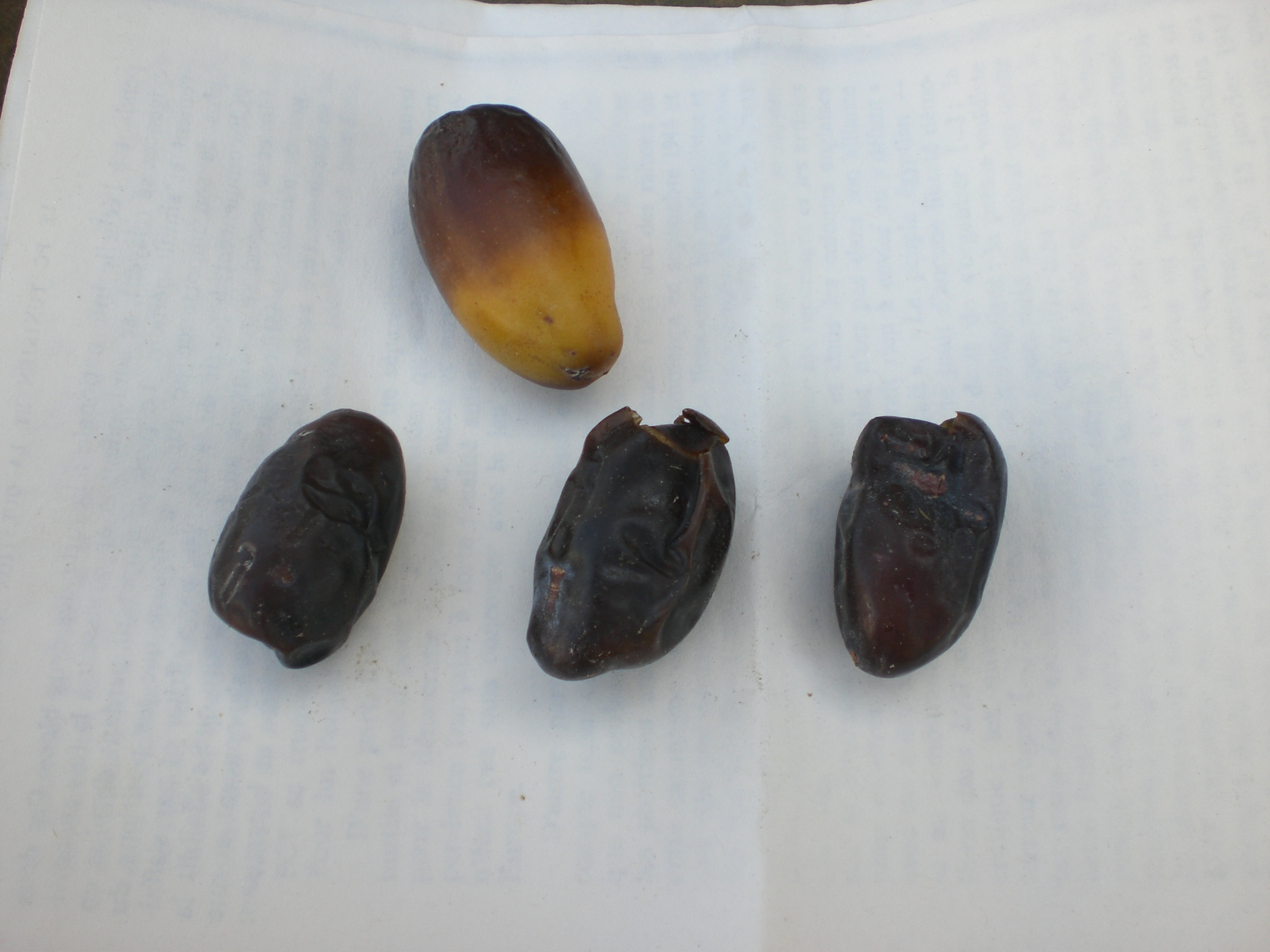
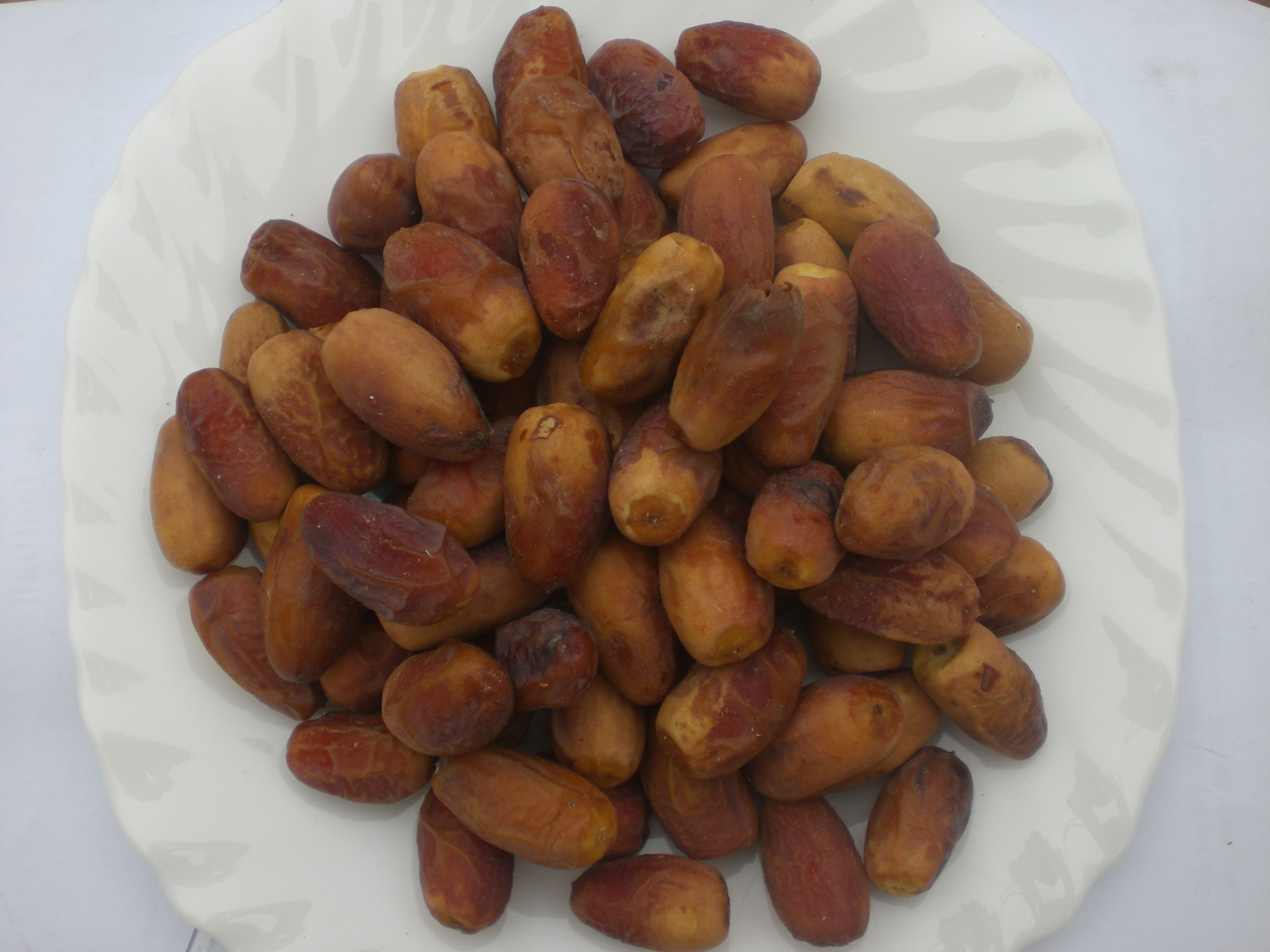
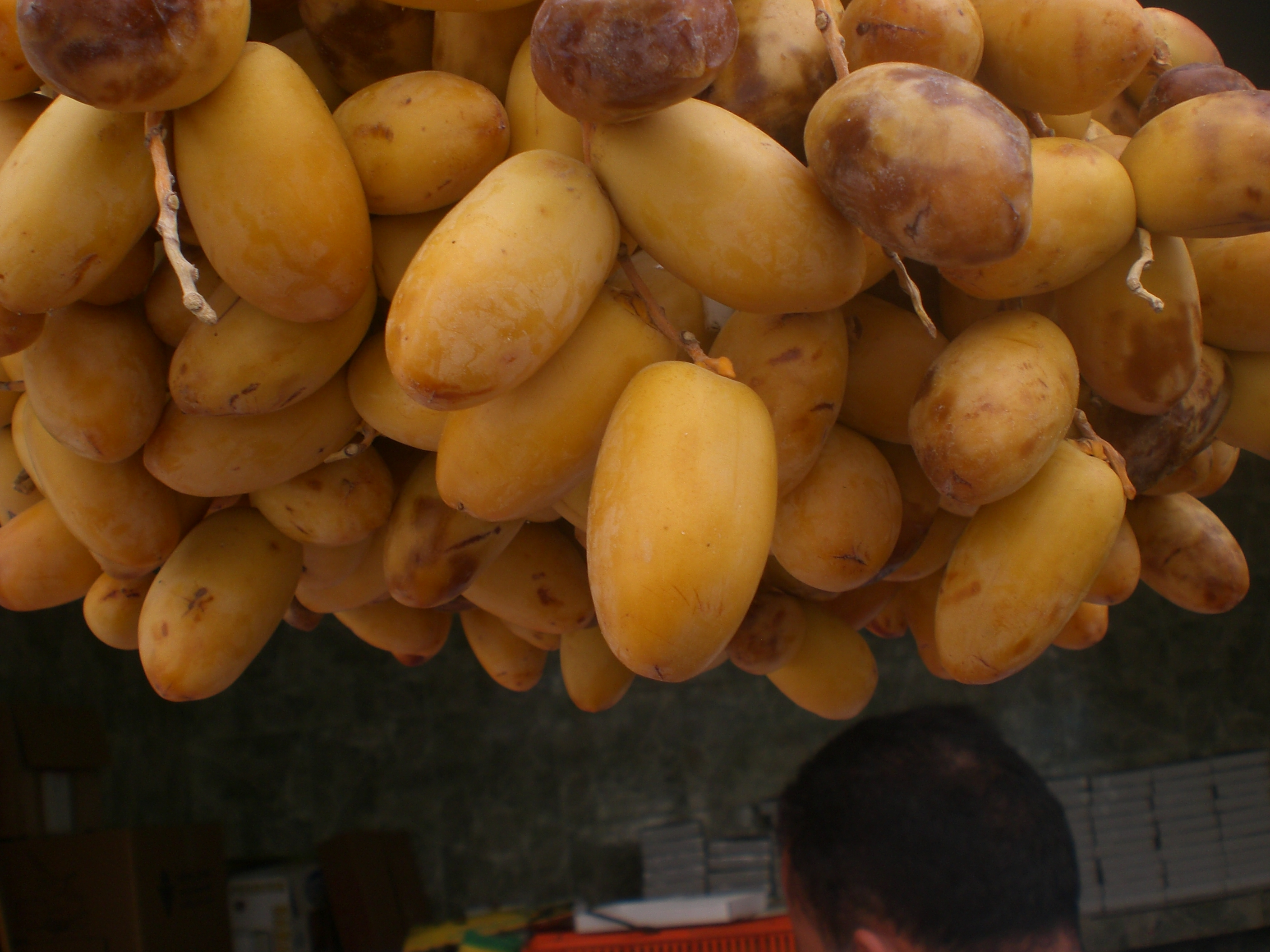
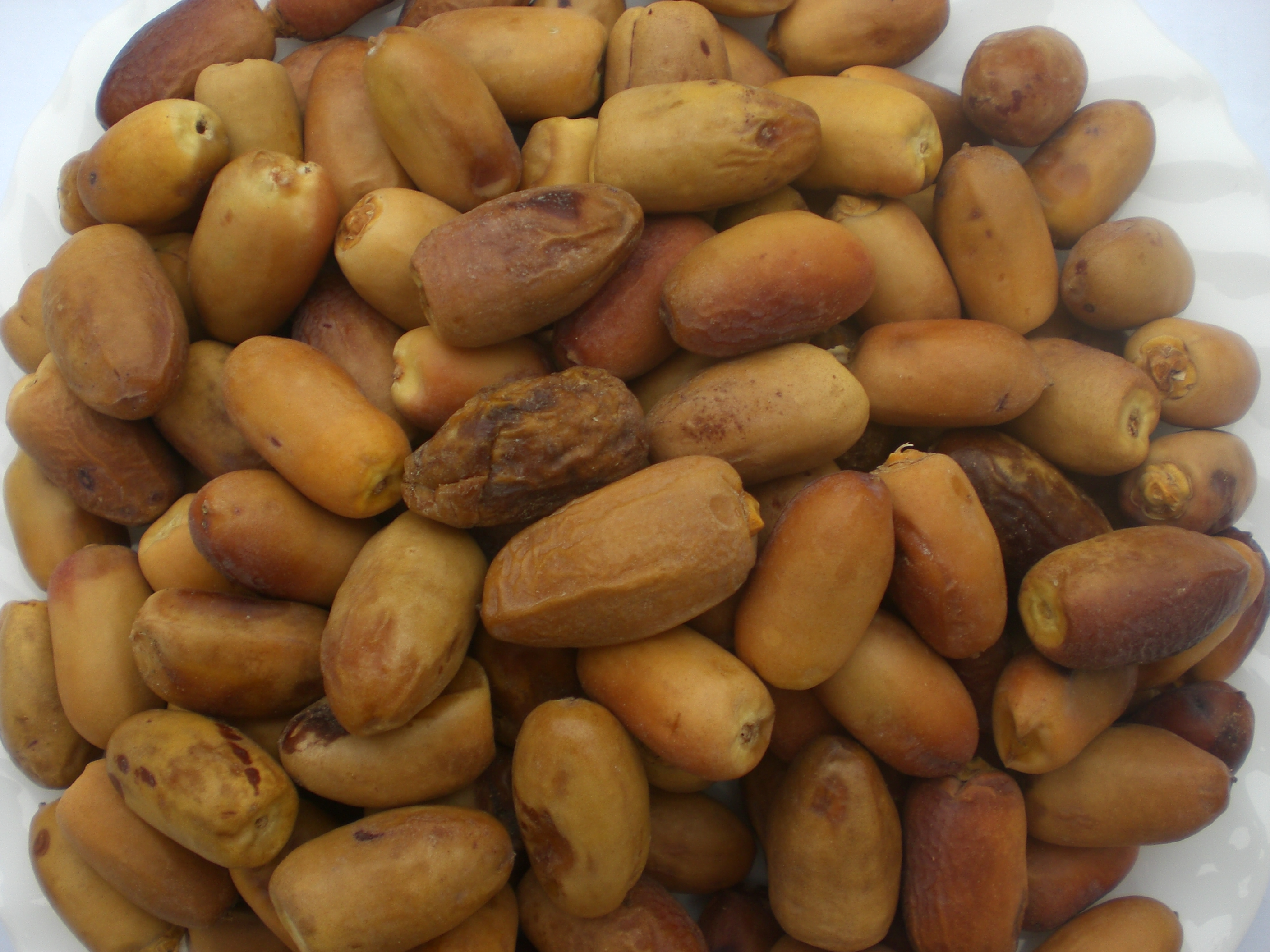
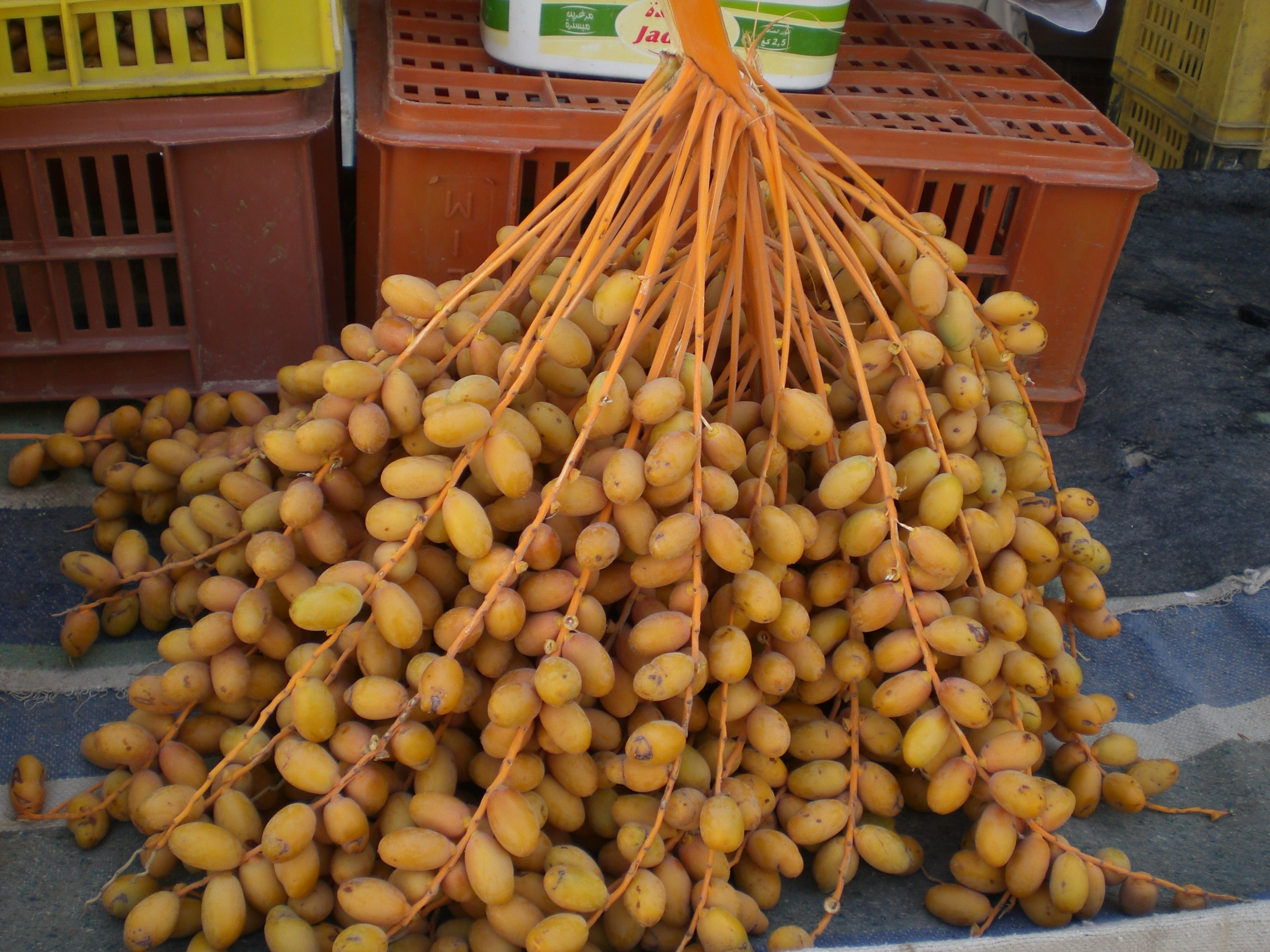
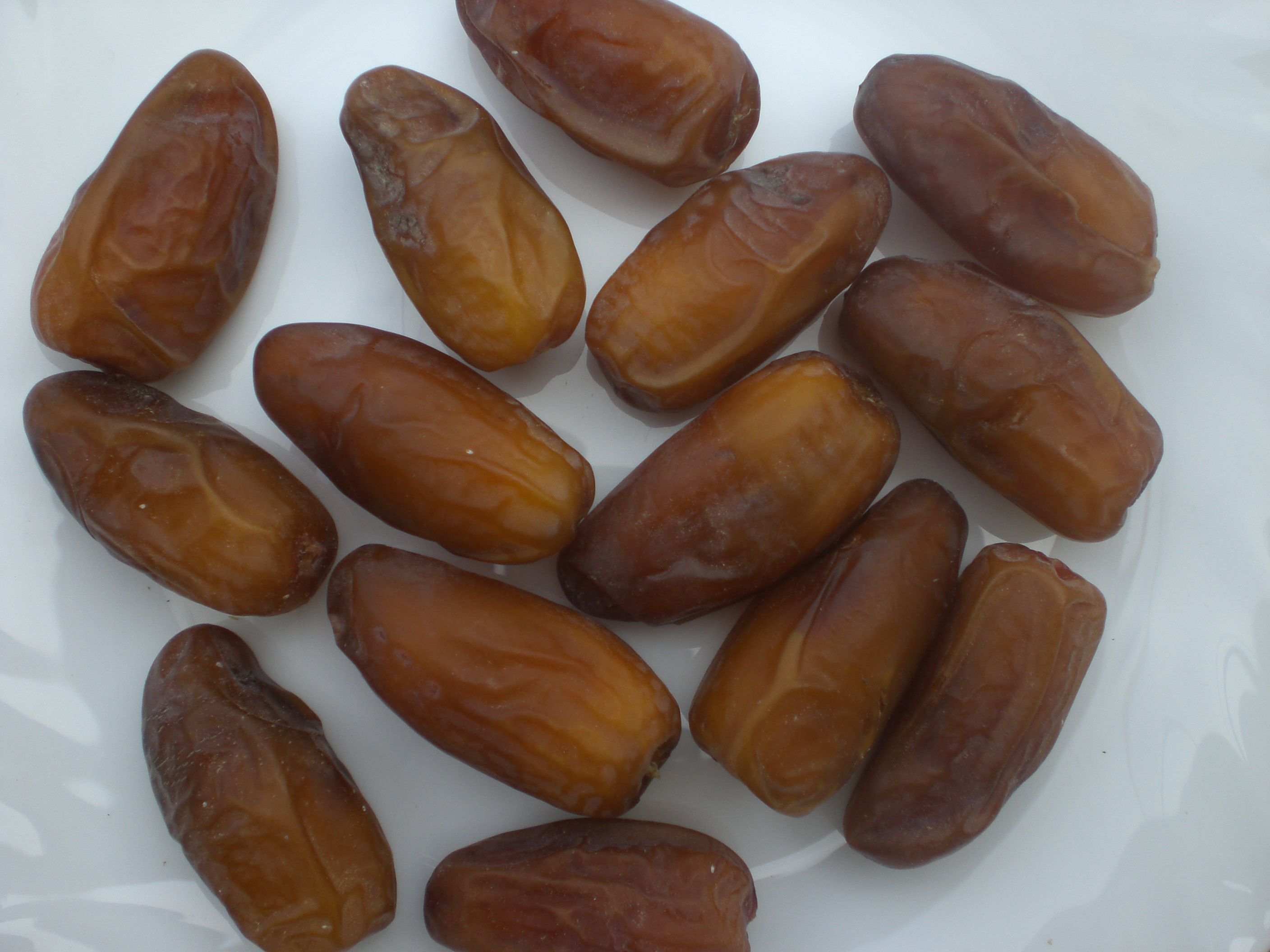
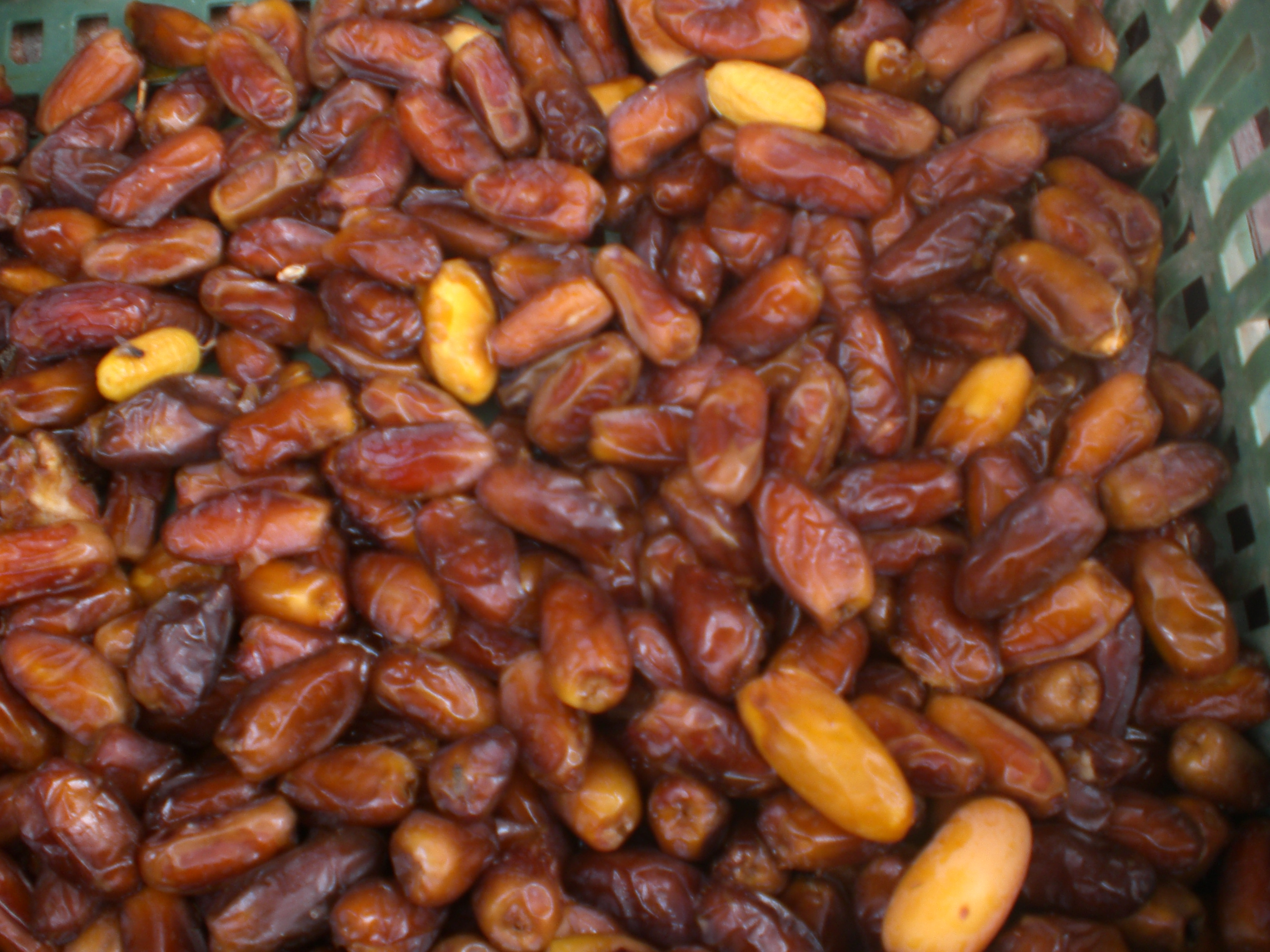
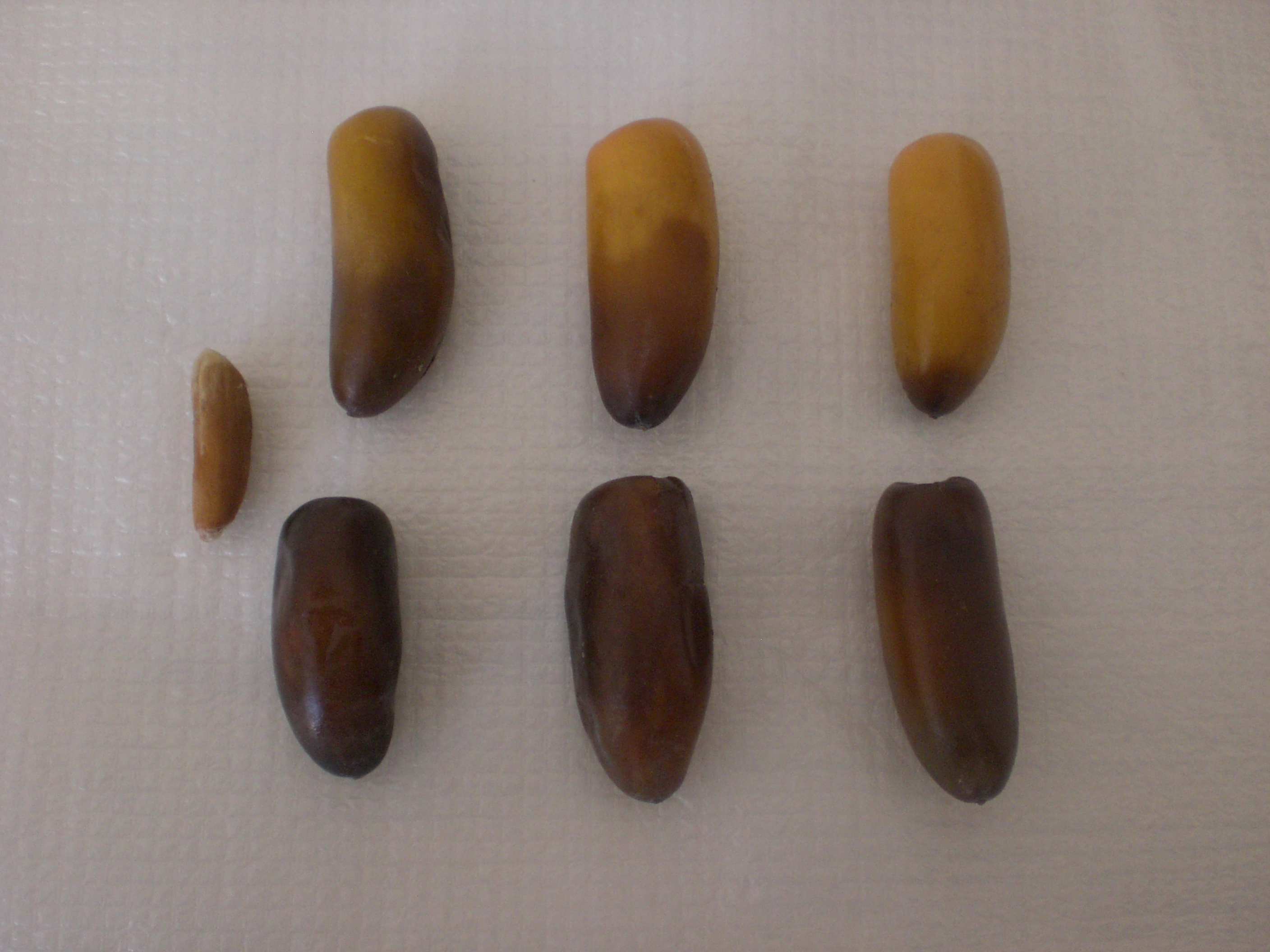
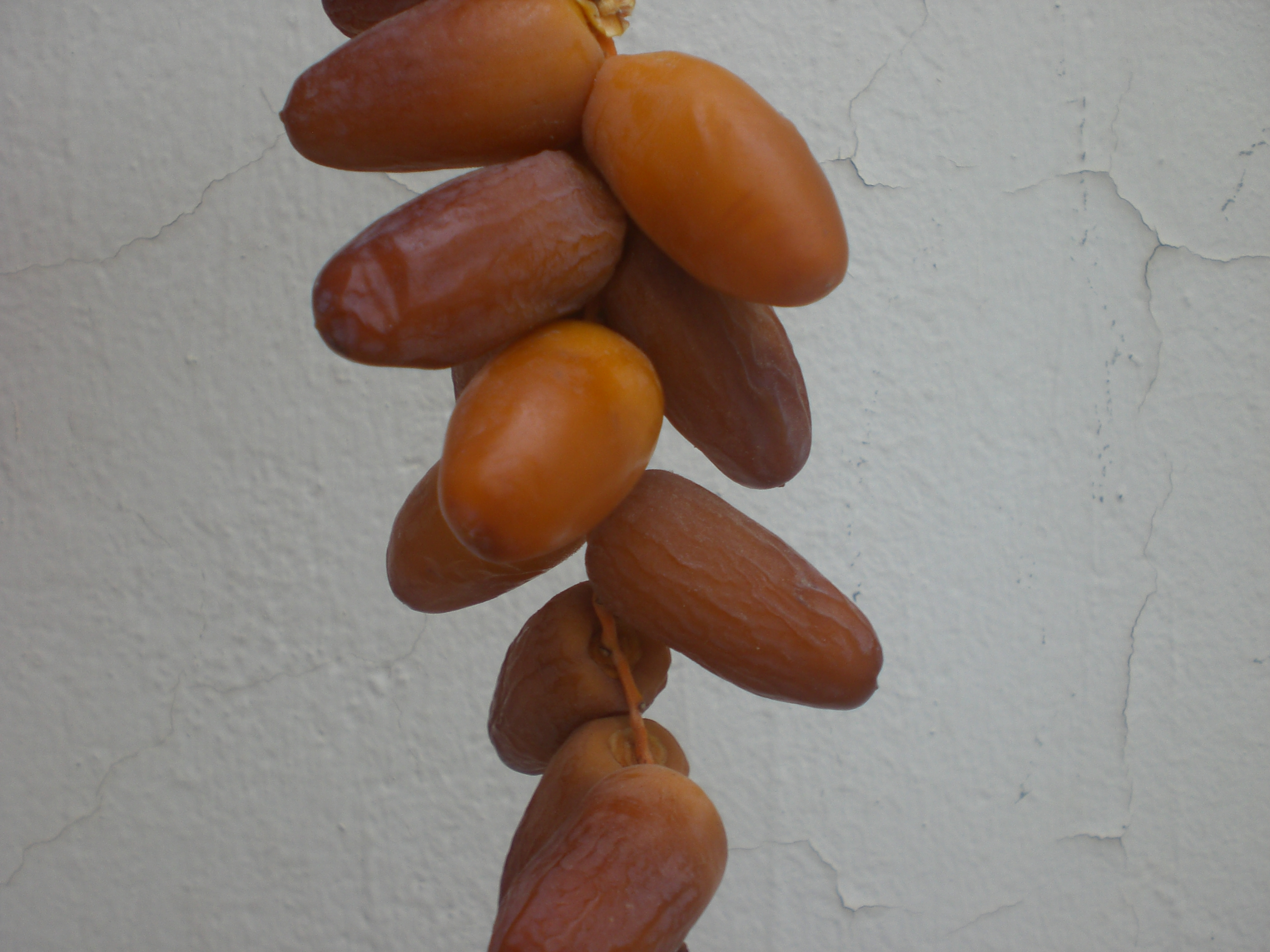
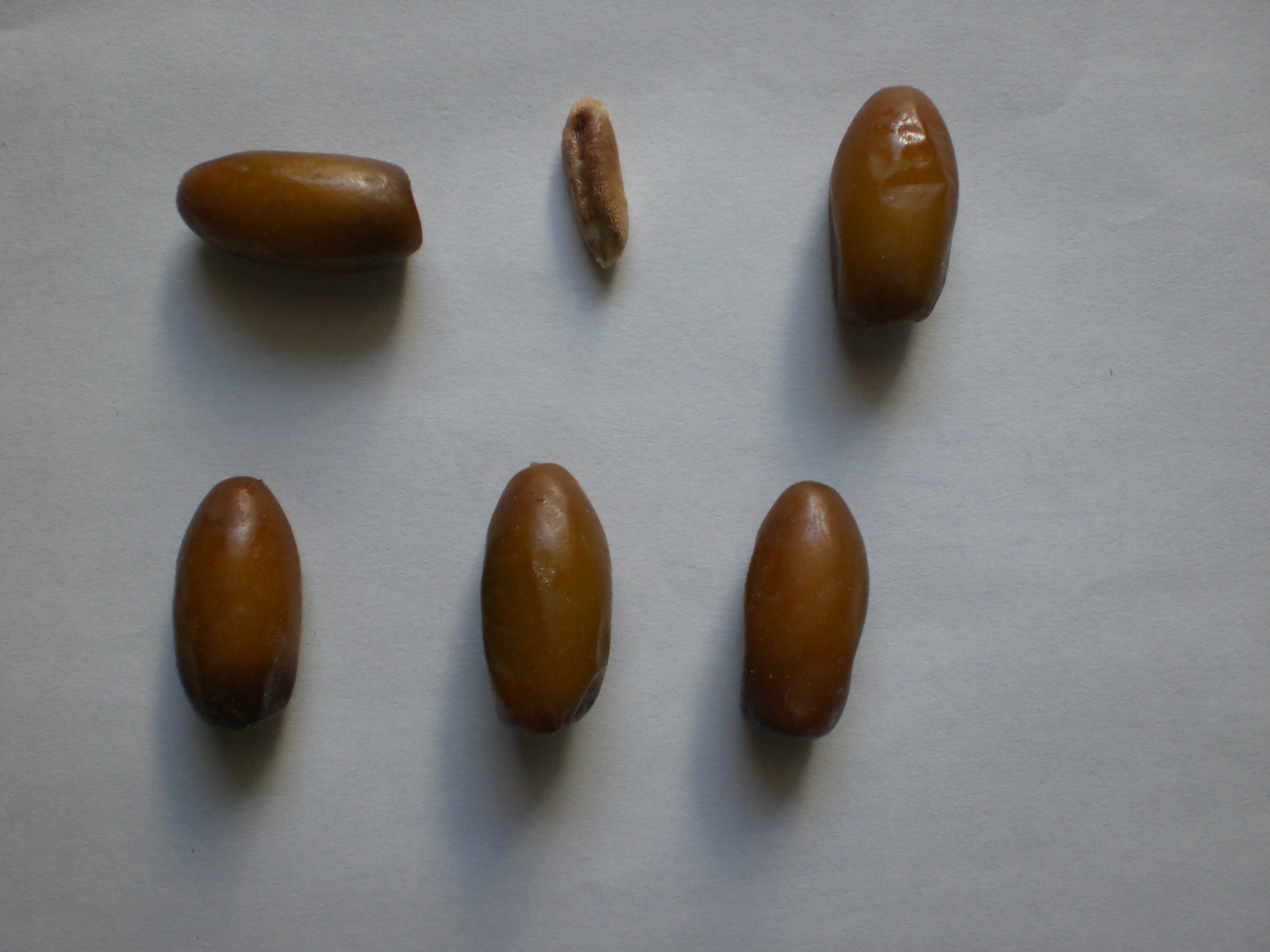
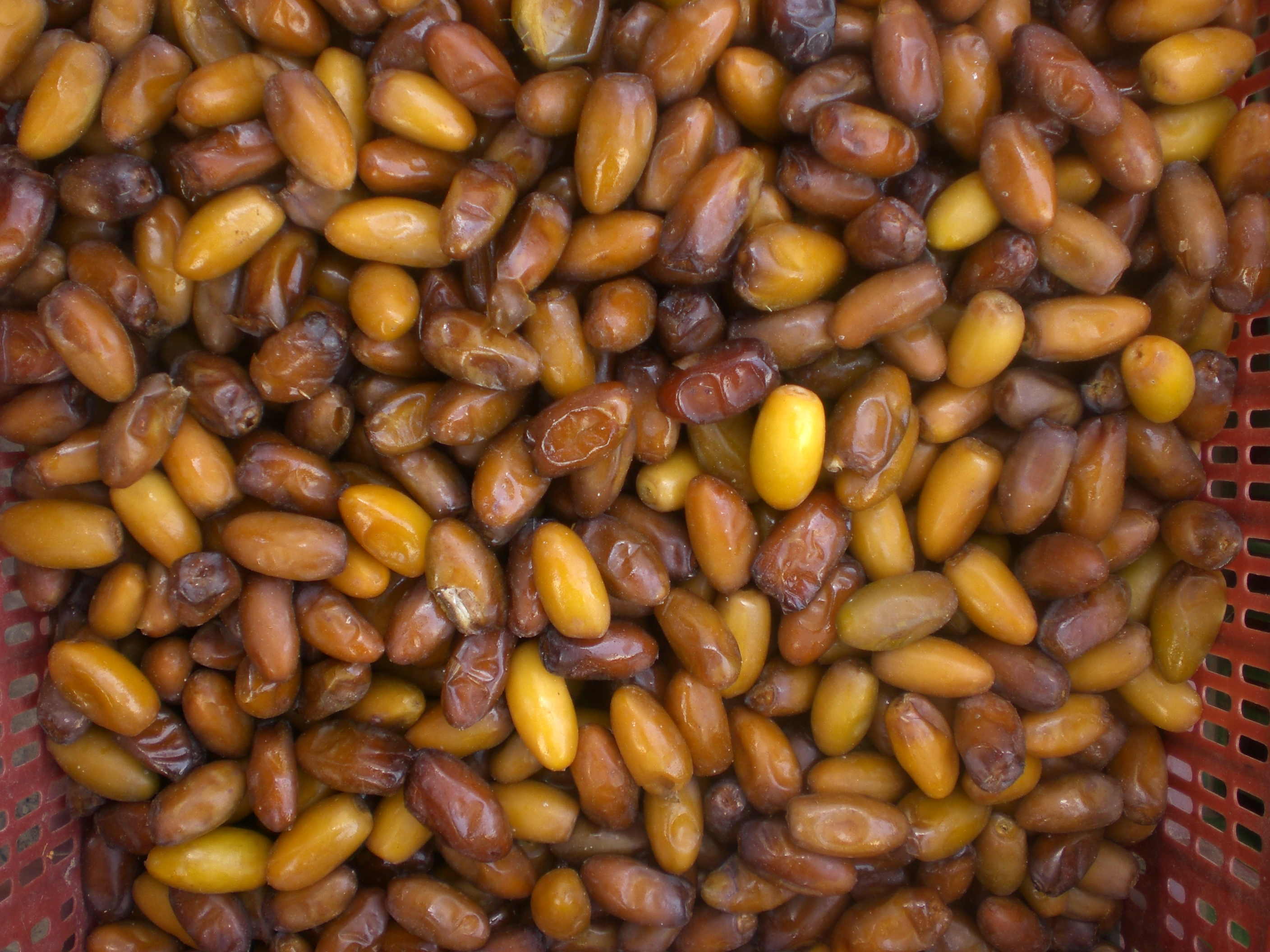
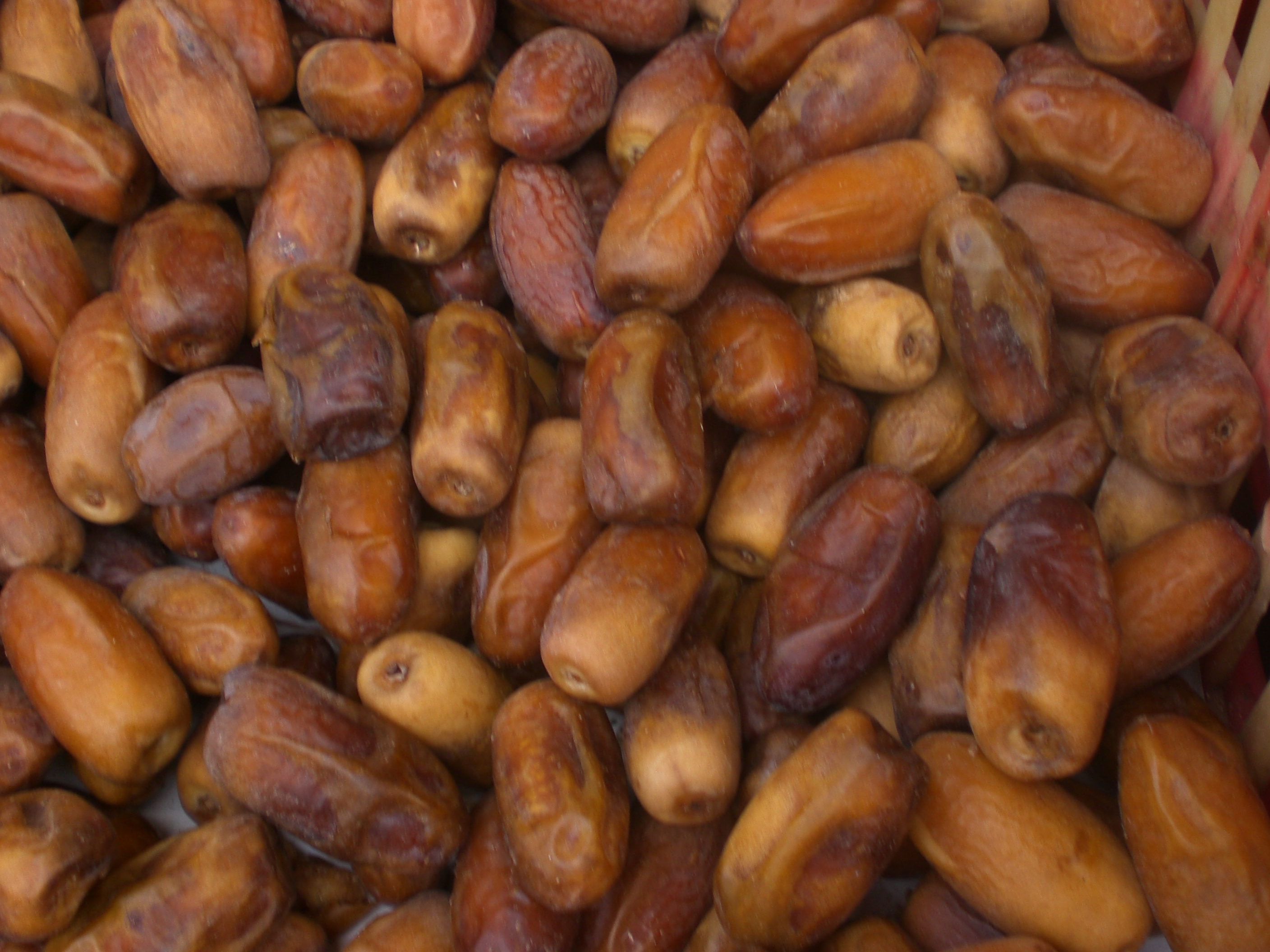
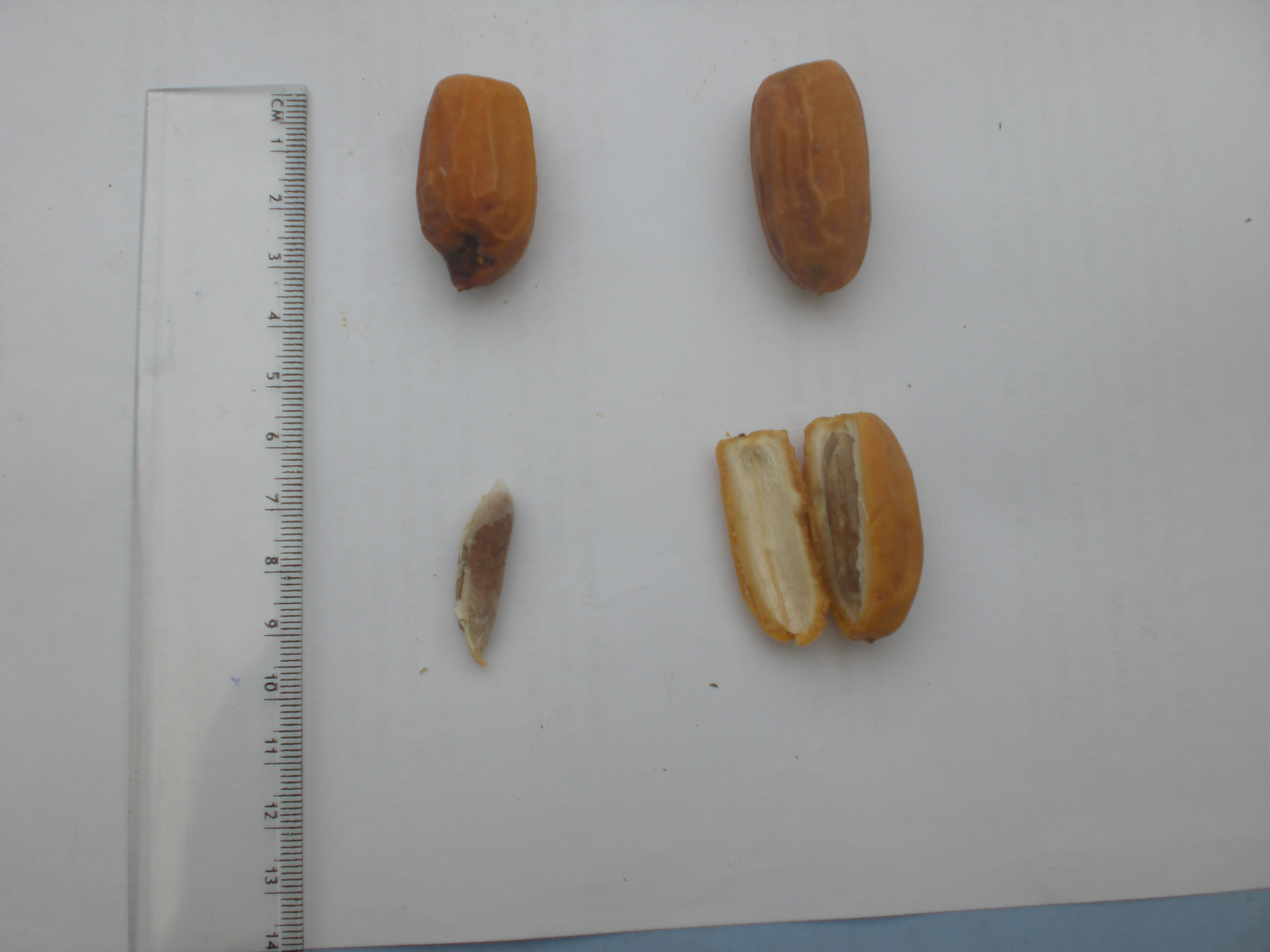
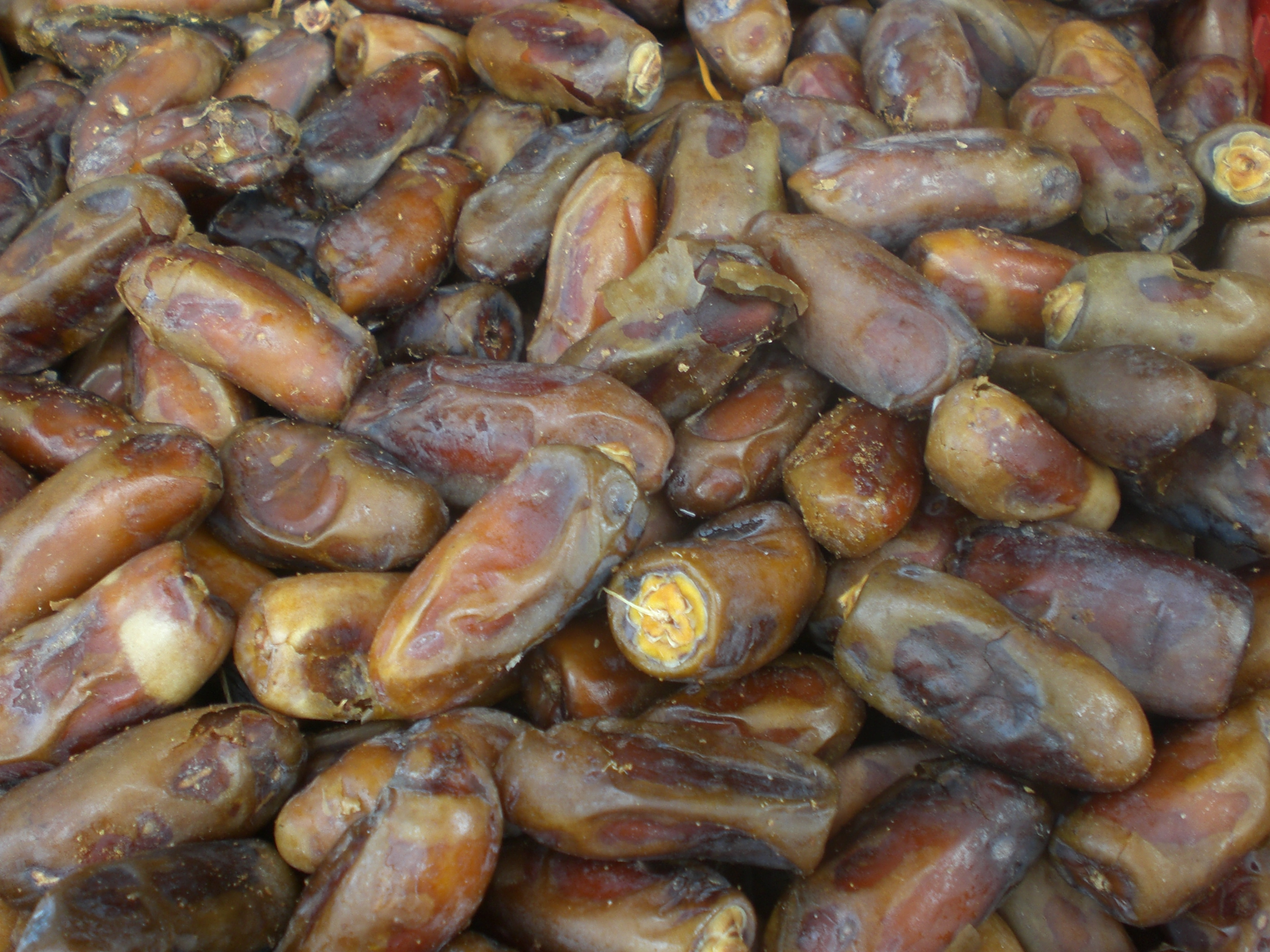
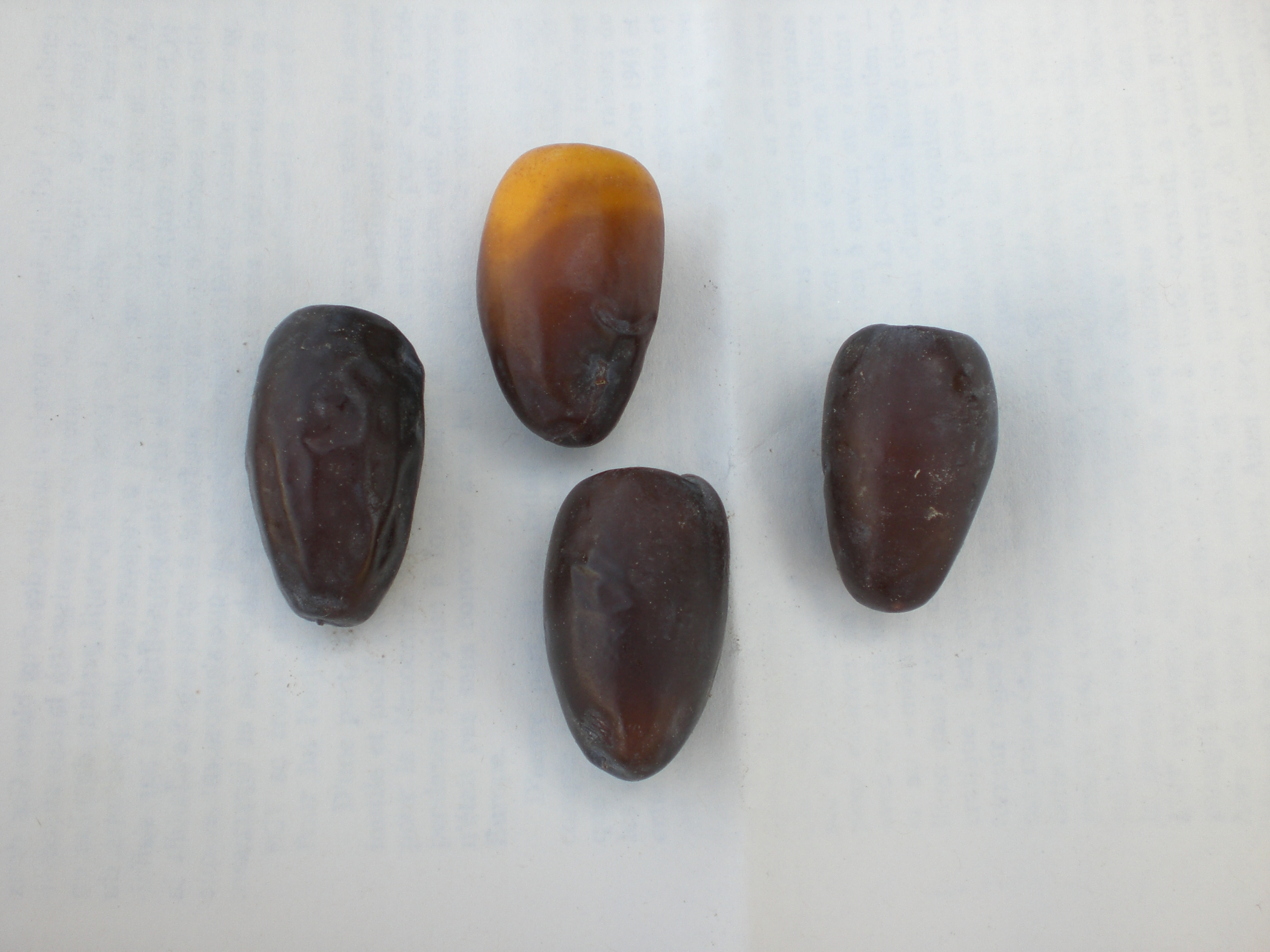
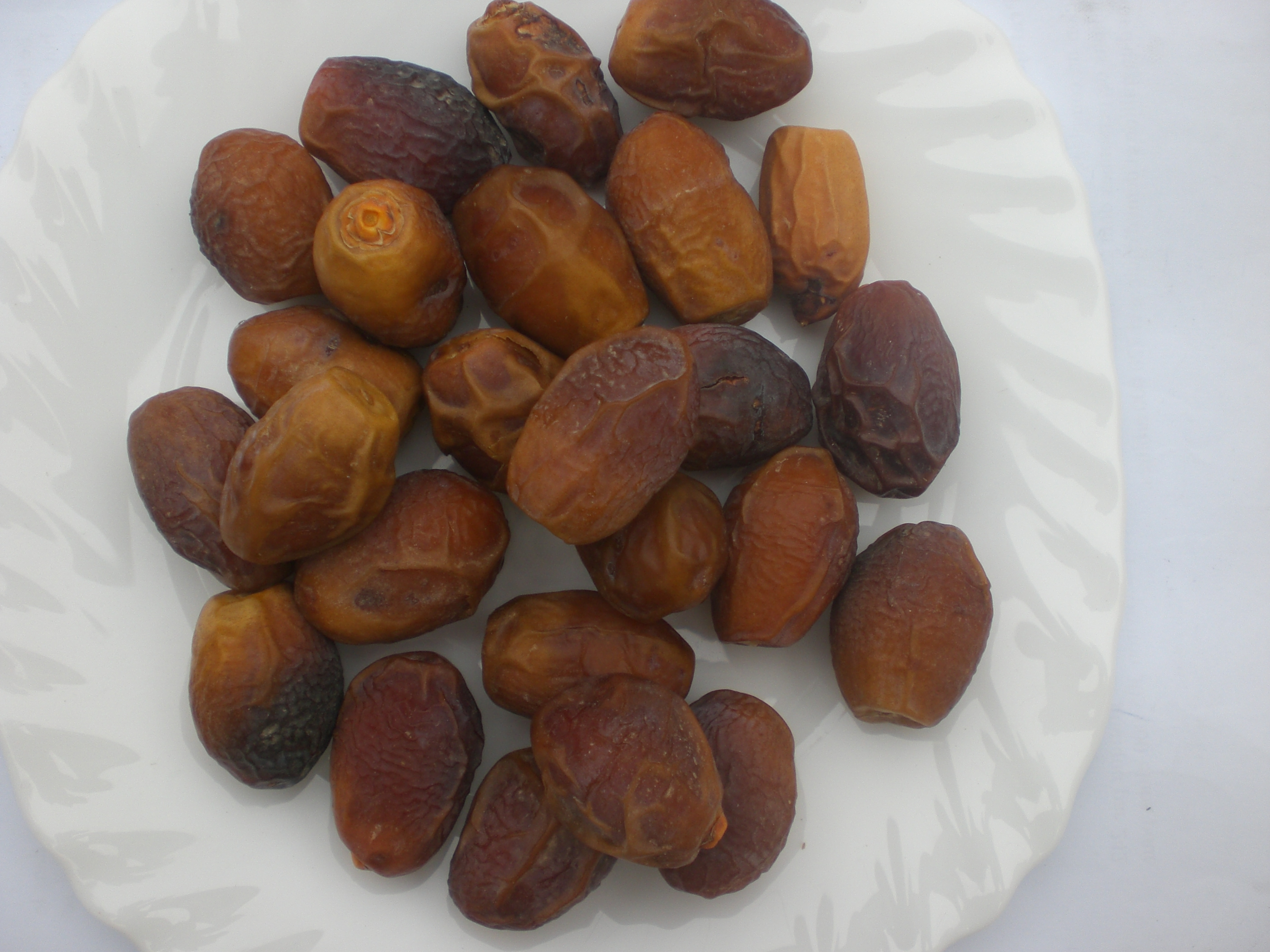
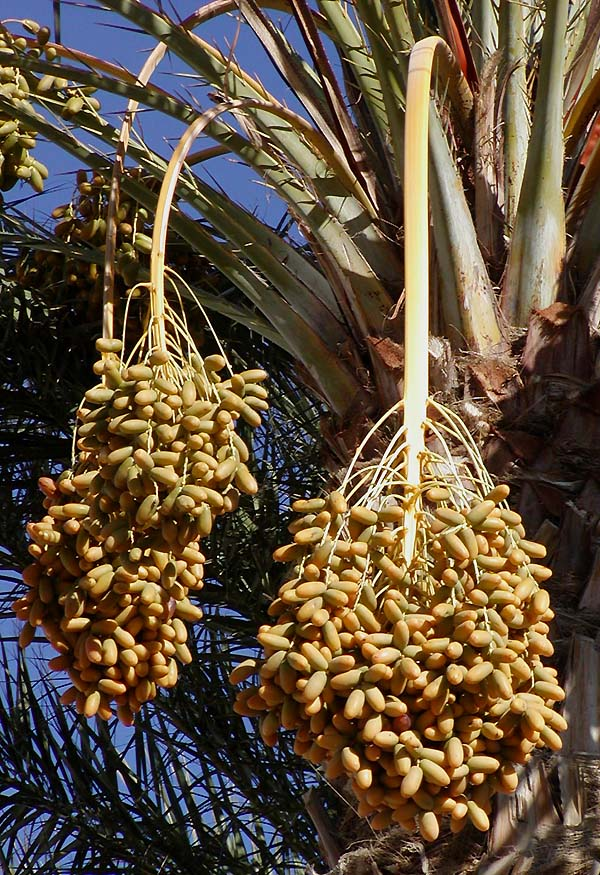

## وصلات خارجية
- المعلومات الغذائية عن البلح
- زراعة وإنتاج نخيل البلح
- طريقة عمل أصابع البلح والجوز
- طريقة عمل مربى البلح